# فهرست انقلاب‌ها و شورش‌ها

نقاشی آزادی هدایت‌گر مردم از اوژن دولاکروا. این تابلو به عنوان نماد انقلاب‌ها شناخته می‌شود.

در طول تاریخ بشر انقلاب ها و شورش های بسیاری رخ داده است، در این صفحه، فهرست انقلاب‌ها و شورش‌ها (انگلیسی: List of revolutions and rebellions) که در تاریخ بسیار مهم و تأثیرگذار بوده‌اند، ثبت شده است. همچنان در تعریف خیزش، قیام، شورش، انقلاب اختلاف نظرهایی وجود دارد.

## پیش از میلاد مسیح
پیروزی انقلاب / شورش
      شکست انقلاب / شورش
      نتایج دیگر (یک معاهده یا صلح بدون نتیجه روشن، وضعیت موجود قبل از آن، نتیجه ناشناخته یا غیر قطعی)
      درگیری جاری
| تاریخ                | انقلاب/شورش                              | موقعیت                         | انقلابیون/شورشیان                                          | نتیجه | تصویر                               | پانویس        |
| -------------------- | ---------------------------------------- | ------------------------------ | ---------------------------------------------------------- | --- | ----------------------------------- | ------------- |
| حدود. ۲۷۳۰ پ. م      | شورش ست                                  | مصر                            | کاهنان هوروس                                               | تجزیه مصر واحد به دو بخش مصر علیا و مصر سفلی |                                     | [ ۱ ]         |
| حدود. ۲۶۹۰ پ. م      | شورش نوبی‌ها                              | مصر                            | نوبی‌ها                                                     | فرعون خسه‌خموی شورشیان را شکست می‌دهد و مصر را دوباره یکپارچه می‌کند |                                     | [ ۲ ]         |
| حدود. ۲۳۸۰ پ. م      | شورش سومریان                             | لاگاش، سومر                    | سومریان                                                    | یک شورش مردمی که در نتیجه آن لوگالاندا خلع شد و یک اصلاح طلب به نام اوروکاگینا به تخت نشست. | پرونده:The Reforms of Urukagina.jpg | [ ۳ ]         |
| ۱۰۴۶ پیش از میلاد    | نبرد مویه                                | چین                            | ژو                                                         | پایان سلسله شانگ؛ آغاز سلسله ژو |                                     | [ ۴ ]         |
| ۱۰۴۲–۱۰۳۹ پ. م       | شورش سه نگهبان                           | چین                            | سه نگهبان، جدایی طلبان و هواداران شانگ                     | پیروزی قاطع طرفداران ژو، ایجاد سیستم سیاسی فنگجیان، شکست مقاومت هواداران شانگ. |                                     | [ ۵ ]         |
| ۸۴۲ پ. م             | شورش هموطنان                             | چین                            | دهقانان و سربازان                                          | پادشاه سلسله ژو، پادشاه لی، تبعید شد و چین تا زمان مرگ پادشاه لی، توسط سیستم گونگهی اداره شد. |                                     | [ ۶ ] [ ۷ ]   |
| ۶۲۶–۶۲۰ پ. م         | شورش بابلی‌ها                             | امپراتوری آشوری نو             | بابلی‌ها، تحت رهبری نبوپلسر                                 | امپراتوری آشور سرنگون شد و امپراتوری بابل نو توسط بابلی‌ها تأسیس شد. امپراتوری بابل نو نزدیک یک قرن بر خاور نزدیک باستان حکومت کرد. |                                     | [ ۸ ]         |
| ۵۷۰ پ. م             | شورش آماسیس                              | مصر                            | سربازان مصری                                               | فرعون آپریس سرنگون و تبعید شد و تاج و تخت به‌دست آماسیس افتاد. آپریس بعدها دوباره تلاش کرد تا مصر را، با حمایت بابل، پس بگیرد اما شکست خورد و کشته شد. |                                     | [ ۹ ]         |
| ۵۵۲–۵۵۰ پ. م         | خیزش پارس‌ها                              | پارس، ماد                      | پارسیان، تحت رهبری کوروش کبیر                              | دولت ماد سرنگون شد و ماد بخشی از شاهنشاهی هخامنشی گردید. |                                     |               |
| ۵۲۲ پ. م             | شورش‌های سراسری ضد هخامنشی                | شاهنشاهی هخامنشی               | آشوریان، بابلی‌ها، مصری‌ها، ایلامیان، مادها، پارس‌ها و پارت‌ها | داریوش بزرگ تمام شورش‌ها را در عرض یک سال سرکوب کرد و آرامش را به شاهنشاهی هخامنشی بازگرداند. |                                     | [ ۱۰ ]        |
| ۵۱۰–۵۰۹ پ. م         | انقلاب رومیان                            | روم                            | جمهوری خواهان                                              | پادشاهی روم سرنگون شد و به جای آن جمهوری روم تأسیس شد. |                                     | [ ۱۱ ]        |
| ۵۰۸–۵۰۷ پ. م         | انقلاب آتن                               | آتن                            | دموکرات‌ها                                                  | هیپاس جبار سرنگون شد و در پی سقوط حکومت آریستوکراتیک اولیگارشی آتن، دموکراسی ایجاد شد. |                                     | [ ۱۲ ]        |
| ۴۹۹–۴۹۳ پ. م         | شورش ایونیان                             | ایونیه، شاهنشاهی هخامنشی       | یونانیان                                                   | هخامنشیان کنترل خود را بر مناطق یونانی نشین شورش کرده در ایونیه و قبرس به‌دست آوردند. |                                     | [ ۱۳ ]        |
| ۴۹۴ پ. م             | اولین جدایی پلبی‌ها                       | جمهوری روم                     | پلبی‌ها                                                     | پاتریسی‌ها با ایجاد تریبون مردم، برخی از مردم را از بدهی‌های خود آزاد کردند و بخشی از قدرت خود را واگذار کردند. |                                     | [ ۱۴ ]        |
| ۴۸۴ پ. م             | شورش بل-شیمانی در بابل                   | بابل، شاهنشاهی هخامنشی         | بابلی‌ها                                                    | شورش به سرعت توسط خشایارشا سرنگون شد. |                                     | [ ۱۵ ]        |
| ۴۸۲–۴۸۱ پ. م         | شورش شمش-اریبا در بابل                   | بابل، شاهنشاهی هخامنشی         | بابلی‌ها                                                    | شورش به سرعت توسط خشایارشا سرنگون شد، استحکامات شهر بابل ویران و معابد بابل نیز غارت شد. |                                     | [ ۱۵ ]        |
| ۴۶۴ پ. م             | جنگ سوم مسنیا                            | اسپارت                         | بردگان مسنیایی                                             | شورش بردگان توسط آرکیداموس دوم سرنگون شد. |                                     | [ ۱۶ ]        |
| ۴۶۰–۴۵۴ پ. م         | شورش ایناروس                             | مصر، شاهنشاهی هخامنشی          | ایناروس دوم در اتحاد با آتن                                | پس از دو سال محاصره، شورش توسط ارتش هخامنشیان، به رهبری بغابوخش دوم و آرتاوازد، سرکوب شد. ایناروس اسیر و به شوش آورده شد و در آنجا به صلیب کشیده شد. |                                     | [ ۱۷ ] [ ۱۸ ] |
| ۴۴۹ پ. م             | دومین جدایی پلبی‌ها                       | جمهوری روم                     | پلبی‌ها                                                     | سنا دسمویری را مجبور به استعفا کرد و تریبون مردم و حق اعتراض را، که در دوران حکومت دسمویر به حالت تعلیق درآمده بود، بازگرداند. |                                     | [ ۱۹ ] [ ۲۰ ] |
| ۴۴۵ پ. م             | سومین جدایی پلبی‌ها                       | جمهوری روم                     | پلبی‌ها                                                     | ازدواج میان پاتریسیان و پلبی‌ها قانونی شد و مقام کنسولی تریبون (یک تریبون مردمی که با اختیارات کنسول انتخاب می‌شد) ایجاد شد. |                                     | [ ۲۱ ] [ ۲۲ ] |
| ۳۴۲ پ. م             | چهارمین جدایی پلبی‌ها                     | جمهوری روم                     | پلبی‌ها                                                     | |                                     | [ ۲۱ ]        |
| ۲۸۷ پ. م             | پنجمین جدایی پلبی‌ها                      | جمهوری روم                     | پلبی‌ها                                                     | قانون هورتنسیا اجرا شد و مقرر کرد که قوانین مصوب شورای پلبی برای همه شهروندان رومی، از جمله پاتریسی‌ها، اجباری است. این قانون سرانجام نابرابری سیاسی بین دو طبقه پاتریسی و پلبی را از بین برد و به حدود دویست سال مبارزه با اختلاف طبقاتی پایان داد.            |                                     | [ ۲۳ ]        |
| ۲۴۱ پ. م             | شورش فالیسکی                             | جمهوری روم                     | فالیسکی                                                    | فالیسکی‌ها شکست خوردند و تحت سلطه رومیان قرار گرفتند، شهر فالری نیز ویران شد. |                                     | [ ۲۴ ]        |
| ۲۰۹ پ. م             | شورش چن شنگ و وو گوآنگ                   | چین                            | روستایی‌ها تحت رهبری چن شنگ و وو گوآنگ                      | شورش توسط نیروهای دودمان چین سرکوب شد. چن و وو توسط مردان خود ترور شدند. |                                     | [ ۲۵ ]        |
| ۲۰۶ پ. م             | شورش لیو بانگ                            | چین                            | ارتش هان                                                   | دودمان چین در یک شورش مردمی سرنگون شد و پس از یک دوره درگیری، لیو بانگ به عنوان امپراتور سلسله هان تاج گذاری کرد. |                                     |               |
| ۲۰۵–۱۸۵ پ. م         | شورش بزرگ مصریان                         | مصر                            | مصریان، تحت رهبری هوروینیفر و عنخ وینیفر                   | شورش توسط امپراتوری بطلمیوسی سرکوب شد و حکومت یونانی‌ها بر مصر مستحکم شد. |                                     | [ ۲۶ ]        |
| ۱۸۱–۱۷۹ پ. م         | نخستین جنگ سلتیبریان                     | هیسپانیا، جمهوری روم           | سلتیبریانی‌ها                                               | شورش در نهایت توسط رومیان سرکوب شد. |                                     | [ ۲۷ ]        |
| ۱۶۷–۱۶۰ پ. م         | شورش مکابی                               | یهودیه، سوریه، امپراتوری سلوکی | مکایی‌ها، تحت رهبری یهودای مکایی                            | یهودیه مستقل شد و حکومت مستقل حشمونیان تأسیس شد. |                                     | [ ۲۸ ]        |
| ۱۵۴ پ. م             | شورش هفت پادشاهی                         | چین                            | شاهزاده نشینان به رهبری شاهزاده لیو پی                     | شورش پس از ۳ ماه سرکوب شد، قدرت دودمان هان بیشتر متمرکز شد. |                                     | [ ۲۹ ]        |
| ۱۵۴–۱۵۱ پ. م         | دومین جنگ سلتیبریان                      | هیسپانیا، جمهوری روم           | سلتیبریانی‌ها                                               | نفوذ روم در سلتیبریان افزایش یافت |                                     | [ ۳۰ ]        |
| ۱۴۳–۱۳۳ پ. م         | جنگ نومانتینی                            | هیسپانیا، جمهوری روم           | سلتایبری‌ها                                                 | گسترش قلمرو روم از طریق سلتایبریا. |                                     | [ ۳۱ ]        |
| ۱۵۵–۱۳۹ پیش از میلاد | جنگ لوسیتانی                             | هیسپانیا، جمهوری روم           | لوسیتانی‌ها، به رهبری ویریاتوس.                             | صلح‌سازی در لوسیتانیا | \|                                  |               |
| ۱۳۵–۱۳۲ پیش از میلاد | جنگ اول بردگان                           | سیسیل، جمهوری روم              | بردگان سیسیلی، به رهبری یونس                               | پس از چند نبرد کوچک که بردگان پیروز شدند، ارتش بزرگ‌تری از روم به سیسیل رسید و شورشیان را شکست داد. |                                     | [ ۳۳ ]        |
| ۱۲۵ پیش از میلاد     | شورش فرگلا                               | فرگلا، جمهوری روم              | فرگلایی‌ها                                                  | فرگلا توسط لوسیوس اوپیمیوس تصرف و نابود شد. |                                     | [ ۳۴ ]        |
| ۱۰۴–۱۰۰ پیش از میلاد | جنگ دوم بردگان                           | سیسیل، جمهوری روم              | بردگان سیسیلی، به رهبری سالویوس تریفون                     | شورش سرکوب شد و ۱۰۰۰ برده‌ای که تسلیم شدند، برای تفریح مردم به رم بازگردانده شده و به مبارزه با حیوانات در میدان مجبور شدند. برای تحقیر رومیان، آنها از مبارزه خودداری کردند و در سکوت با شمشیرهای خود یکدیگر را کشتند، تا اینکه نفر آخر خود با شمشیر خویش کشت. |                                     | [ ۳۵ ]        |
| ۹۱–۸۸ پیش از میلاد   | جنگ اجتماعی                              | ایتالیا، جمهوری روم            | اقوام ایتالیایی                                            | در نهایت به پیروزی روم انجامید. با این حال، روم برای جلوگیری از جنگی پرهزینه دیگر، به تمامی متحدان ایتالیایی خود شهروندی رومی اعطا کرد. |                                     | [ ۳۶ ]        |
| ۸۸ پیش از میلاد      | اولین لشکرکشی لوکیوس کورنلیوس سولا به رم | ایتالیا، جمهوری روم            | پوپولارها                                                  | اپتیمات‌ها پیروز شدند و لوکیوس کورنلیوس سولا به‌طور موقت قدرت را در رم به دست گرفت. |                                     | [ ۳۷ ]        |
| ۸۲–۸۱ پیش از میلاد   | جنگ داخلی سولا                           | ایتالیا، جمهوری روم            | پوپولارها                                                  | اپتیمات‌ها بار دیگر پیروز شدند و لوکیوس کورنلیوس سولا خود را به عنوان دیکتاتور رم تثبیت کرد. |                                     | [ ۳۸ ]        |
| ۸۰–۷۱ پیش از میلاد   | جنگ سرتوری                               | هیسپانیا، جمهوری روم           | پوپولارها                                                  | جنگ پس از ترور رهبر پوپولارها، کوئینتوس سرتوریوس توسط مارکوس پرپرنا ونتو پایان یافت و سپس به سرعت توسط پومپیوس شکست خورد. |                                     | [ ۳۹ ]        |
| ۷۷ پیش از میلاد      | شورش لپیدوس                              | ایتالیا، جمهوری روم            | پوپولارها                                                  | لپیدوس در نبرد شکست خورد و بر اثر بیماری درگذشت. دیگر پوپولارها به اسپانیا گریختند تا در جنگ سرتوری شرکت کنند. |                                     | [ ۴۰ ]        |
| ۷۳–۷۱ پ. م           | سومین جنگ بردگان                         | ایتالیا، جمهوری روم            | گلادیاتورها، تحت رهبری اسپارتاکوس                          | سپاهیان اسپارتاکوس از ارتش کراسوس شکست خوردند. |                                     | [ ۴۱ ] [ ۴۲ ] |
| ۶۵ پیش از میلاد      | توطئه اول کاتیلین                        | ایتالیا، جمهوری روم            | کاتیلینا                                                   | لوسیوس اورلیوس کوتا و لوسیوس مانیوس تورکواتوس به عنوان کنسول در قدرت باقی ماندند. |                                     | [ ۴۳ ]        |
| ۶۲ پیش از میلاد      | توطئه دوم کاتیلین                        | ایتالیا، جمهوری روم            | کاتیلینا                                                   | این توطئه افشا شد و کاتیلینا مجبور به فرار از رم شد. مارکوس تولیوس سیسرو و گایوس آنتونیوس هیبریدا به عنوان کنسول در قدرت باقی ماندند. |                                     | [ ۴۴ ]        |
| ۵۲–۵۱ پ. م           | جنگ‌های گالی                              | گالیا                          | گل‌ها، تحت رهبری ورسینگتوریکس                               | شورش گل‌ها توسط ژولیوس سزار سرکوب شد. |                                     | [ ۴۵ ]        |
| ۴۹–۴۵ پ. م           | جنگ داخلی روم                            | جمهوری روم                     | پوپولارها، تحت فرماندهی ژولیوس سزار                        | سزار بر اپتیمات‌ها پیروز شد، کنترل جمهوری روم را به دست گرفت و دیکتاتور مادام العمر شد. |                                     | [ ۴۶ ]        |
| ۴۴–۳۶ پ. م           | شورش سیسیلی                              | سیسیل، جمهوری روم              | سکستوس پومپیوس                                             | شورش با پیروزی دومین تریومویرات پایان یافت. |                                     | [ ۴۷ ]        |
| ۳۸ پ. م              | شورش آکیتنی‌ها                            | گل ناربونی، جمهوری روم         | مارکوس ویپسانیوس آگریپا                                    | شورش توسط مارکوس ویپسانیوس آگریپا سرکوب شد. |                                     | [ ۴۸ ]        |
| ۲۹ پ. م              | شورش تبسی‌ها                              | تبس، مصر، جمهوری روم           | مصری‌ها                                                     | شورش توسط کورنلیوس گالوس سرکوب شد. |                                     | [ ۴۹ ]        |

## هزاره اول میلادی
| تاریخ   | انقلاب/شورش                        | موقعیت                                | انقلابیون/شورشیان                                                                                  | نتیجه | تصویر | پانویس        |
| ------- | ---------------------------------- | ------------------------------------- | -------------------------------------------------------------------------------------------------- | --- | ----- | ------------- |
| ۳–۶     | جنگ گائتولی                        | موریتانیا، امپراتوری روم              | گائتولی‌ها                                                                                          | سرکوب شورش توسط کوسوس کورنلیوس لنتولوس گائتولیکوس |       | [ ۵۰ ]        |
| ۶       | شورش یهودای جلیلی                  | یهودیه، امپراتوری روم                 | زیلوت‌ها به رهبری یهودای جلیلی                                                                      | شورش علیه سرشماری کویرینیوس در سراسر کشور شعله‌ور شد، اما برخی با وساطت کاهن اعظم اسرائیل به پذیرش سرشماری قانع شدند. |       | [ ۵۱ ]        |
| ۶–۹     | شورش باتونیان                      | ایلیریکوم، امپراتوری روم              | قبایل ایلیری                                                                                       | شورش سرانجام توسط رومیان سرکوب شد. |       | [ ۵۲ ]        |
| ۹–۱۶    | شورش ژرمن‌ها                        | ژرمانیا                               | اتحاد قبایل ژرمنی به رهبری آرمینیوس                                                                | لژیون‌های روم به فرماندهی پوبلیوس کوئینکتیلیوس وارس در نبرد جنگل توتبورگ شکست خوردند و اشغال و استعمار بیشتر روم در این منطقه به طور موقت متوقف شد. |       | [ ۵۳ ]        |
| ۱۴      | شورش لژیون‌ها                       | ژرمانیا و ایلیریکوم، امپراتوری روم    | لژیون‌های رومی                                                                                      | شورش به ترتیب توسط ژرمنیکوس و دروسوس ژولیوس سزار سرکوب شد. |       | [ ۵۴ ]        |
| ۱۵–۲۴   | شورش تکفاریناس                     | مورتانیا، امپراتوری روم               | موسولامی‌ها                                                                                         | شورش توسط پوبلیوس کورنلیوس دولابلا سرکوب شد. |       | [ ۵۵ ]        |
| ۱۷–۲۳   | اولین شورش ابرو قرمزها             | چین                                   | شورشیان ابرو قرمزها و لولین                                                                        | دودمان شین سرنگون شد و امپراتور گنگ‌شی بر تخت سلطنت نشست. |       | [ ۵۶ ] [ ۵۷ ] |
| ۲۴–۲۷   | دومین شورش ابرو قرمزها             | چین                                   | شورشیان ابرو قرمزها                                                                                | شورش توسط نیروهای لیو شو سرکوب شد و دودمان هان شرقی تأسیس گردید. |       | [ ۵۸ ] [ ۵۹ ] |
| ۲۱      | شورش بدهکاران گال                  | گال، امپراتوری روم                    | تروری و ادوئی‌ها                                                                                    | شورش تروری توسط یولیوس ایندوس و شورش ادوئی‌ها توسط گایوس سیلیوس سرکوب شد. |       | [ ۶۰ ]        |
| ۲۶      | شورش تراکیه                        | پادشاهی ادروسی                        | تراکیه‌ای‌ها                                                                                         | شورش توسط گایوس پوپائوس سابینوس سرکوب شد. |       | [ ۶۱ ]        |
| ۲۸      | شورش فریزی‌ها                       | فریسیا                                | فریزی‌ها                                                                                            | امپراتوری روم از فریسیا بیرون رانده شد. |       | [ ۶۲ ]        |
| ۳۶      | شورش کیتائه                        | کاپادوکیه، امپراتوری روم              | کیتائه                                                                                             | شورش توسط آرخلائوس سیلیسیه سرکوب شد. |       | [ ۶۳ ]        |
| ۴۰–۴۳   | شورش خواهران ترونگ                 | لین نام                               | ویتنامی‌ها به رهبری خواهران ترونگ                                                                   | پس از پایان کوتاه‌مدت اولین سلطه چینی بر ویتنام، دودمان هان کشور را بازپس گرفت و دومین سلطه چینی بر ویتنام آغاز شد. |       | [ ۶۴ ]        |
| ۴۰–۴۴   | شورش مورتانیا                      | مورتانیا، امپراتوری روم               | مائوری‌ها به رهبری ایدیمون و سابالوس                                                                | شورش توسط گایوس سوئتونیوس پائولینوس و گنایوس هوسیدیوس گتا سرکوب شد، مورتانیا به‌طور مستقیم به امپراتوری ضمیمه و به دو استان رومی مورتانیا تینگیتانا و مورتانیا کزاریانسیس تقسیم شد.                                                                                |       | [ ۶۵ ]        |
| ۴۲      | شورش کامیلوس                       | دالماسی، امپراتوری روم                | لژیون‌های رومی به رهبری لوسیوس آرونتیوس کامیلوس اسکریبونیانوس                                       | شورش به‌سرعت فروپاشید، کامیلوس به جزیره ویش گریخت و در آنجا خودکشی کرد. |       | [ ۶۶ ]        |
| ۴۶–۴۸   | شورش یعقوب و شمعون                 | الجلیل، یهودیه، امپراتوری روم         | زیلوت‌ها                                                                                            | شورش سرکوب شد، یعقوب و شمعون توسط تیبریوس یولیوس الکساندر اعدام شدند. |       | [ ۶۷ ]        |
| ۶۰–۶۱   | شورش بودیکا                        | نورفک، بریتانیا، امپراتوری روم        | بریتون‌های سلتی به رهبری بودیکا                                                                     | شورش توسط گایوس سوتونیوس پاولینوس سرکوب شد. |       | [ ۶۸ ]        |
| ۶۶–۷۳   | نخستین جنگ یهود-روم                | یهودیه                                | یهودیان                                                                                            | شورش توسط امپراتوری روم سرکوب شد، اورشلیم و معبد دوم در این فرآیند ویران شدند. |       | [ ۶۹ ]        |
| ۶۸      | شورش وندیکس                        | گالیا لوگدوننسیس، امپراتوری روم       | گایوس ژولیوس وندیکس                                                                                | وندیکس در نبرد توسط لوسیوس ورجینیوس روفوس شکست خورد و خودکشی کرد. |       | [ ۷۰ ]        |
| ۶۹      | شورش کولخیس                        | کولخیس، امپراتوری روم                 | آنیکتوس                                                                                            | شورش توسط نیروهای رومی سرکوب شد. |       | [ ۷۱ ]        |
| ۶۹–۷۰   | شورش باتاوی                        | باتاویا                               | باتاوی‌ها                                                                                           | شورش توسط کوینتوس پتیلیوس سریالیس سرکوب شد و باتاوی‌ها مجدداً تحت سلطه رومی‌ها قرار گرفتند. باتاویا به استان رومی ژرمانیای کوچک ضمیمه شد. |       | [ ۷۲ ]        |
| ۸۹      | شورش ساتورنینوس                    | ژرمانیای بزرگ، امپراتوری روم          | لوسیوس آنتونیوس ساتورنینوس                                                                         | شورش به سرعت توسط سپاهیان روم سرکوب شد. |       | [ ۷۳ ]        |
| ۱۱۵–۱۱۷ | جنگ کیتوس                          | مدیترانه شرقی، امپراتوری روم          | زیلوت‌ها                                                                                            | شورش توسط لژیون‌های رومی سرکوب شد و رهبران آن اعدام شدند. |       | [ ۷۴ ]        |
| ۱۱۷     | شورش مورتانیا                      | مورتانیا، امپراتوری روم               | موری‌ها                                                                                             | شورش توسط مارسیوس تربو سرکوب شد. |       |               |
| ۱۳۲–۱۳۵ | شورش بار کوخبا                     | یهودیه، امپراتوری روم                 | یهودیان به رهبری شمعون بار کوخبا                                                                   | شکست کامل شورشیان یهودی، به دنبال آن آزار و اذیت گسترده و نسل‌کشی یهودیان و سرکوب استقلال مذهبی و سیاسی یهودیان. |       | [ ۷۵ ]        |
| ۱۷۲     | جنگ بوکولیک                        | مصر، امپراتوری روم                    | مصریان به رهبری ایزیدور                                                                            | شورش توسط اویدیوس کاسیوس سرکوب شد. |       | [ ۷۶ ]        |
| ۱۸۴–۲۰۵ | شورش دستار زرد                     | چین                                   | ارتش دستار زرد به رهبری ژانگ جیو                                                                   | این شورش در نهایت فروپاشید و توسط جنگ‌سالاران مختلف هان شرقی کاملاً سرکوب شد. با این حال، واگذاری قدرت گسترده به جنگ‌سالاران منطقه‌ای باعث فروپاشی سلسله هان در مدت کوتاهی پس از آن شد.                                                                               |       | [ ۷۷ ]        |
| ۱۸۵–۲۰۵ | جدایی‌طلبان هیشان                   | کوه تای‌هنگ، چین                       | راهزنان هیشان                                                                                      | کنفدراسیون خودمختار در نهایت به جنگ‌سالار سائو سائو تسلیم شد. |       | [ ۷۸ ]        |
| ۱۸۵     | شورش لژیون‌های رومی                 | بریتانیا، امپراتوری روم               | لژیون‌های رومی                                                                                      | شورش توسط پرتیناکس سرکوب شد. |       | [ ۷۹ ]        |
| ۲۱۸     | نبرد انطاکیه                       | انطاکیه، سوریه، امپراتوری روم         | هلیوگابال                                                                                          | هلیوگابال، ماکرینوس را سرنگون کرد و به عنوان امپراتور روم منصوب شد. |       | [ ۸۰ ]        |
| ۲۲۵–۲۴۸ | قیام بانو تریئو                    | ویتنام                                | ویتنامی‌ها به رهبری بانو تریئو                                                                      | پس از چند ماه جنگ، بانو تریئو شکست خورد و خودکشی کرد. دومین سلطه چین بر ویتنام ادامه یافت. |       | [ ۸۱ ]        |
| ۲۲۷–۲۲۸ | شورش زینچنگ                        | کائو وی، چین                          | منگ دا                                                                                             | شورش توسط سیما یی سرکوب شد، منگ دا دستگیر و اعدام شد. |       | [ ۸۲ ]        |
| ۲۵۱     | شورش وانگ لینگ                     | شویچون، کائو وی، چین                  | وانگ لینگ                                                                                          | وانگ لینگ به نیروهای وی تسلیم شد و سپس خودکشی کرد. |       | [ ۸۳ ]        |
| ۲۵۵     | شورش گوانچیو جیان و ون چین         | شوشون، کائو وی، چین                   | گوانچیو جیان و ون چین                                                                              | پیروزی کائو وی؛ گوانچیو جیان کشته شد و ون چین به همراه خانواده‌اش به وو شرقی گریخت. |       | [ ۸۳ ]        |
| ۲۵۷–۲۵۸ | شورش ژوگه دان                      | شوشون، کائو وی، چین                   | ژوگه دان                                                                                           | پیروزی کائو وی و تحکیم کنترل خاندان سیما بر حکومت وی تا زمان سقوط آن. |       | [ ۸۳ ]        |
| ۲۸۴–۲۸۶ | شورش دهقانان گالی                  | گالیا، امپراتوری روم                  | بیگادی                                                                                             | شورش توسط سزار ماکسیمیان سرکوب شد، اما جنبش باگاوده تا سقوط امپراتوری روم غربی ادامه یافت. |       | [ ۸۴ ]        |
| ۲۸۶–۲۹۶ | شورش کاروسیوس                      | بریتانیا و شمال گالیا، امپراتوری روم  | کاراوسیوس و آلکتوس                                                                                 | شورش سرکوب شد و بریتانیا و گالیا بازپس گرفته شدند. |       | [ ۸۵ ]        |
| ۲۹۱–۳۰۶ | جنگ هشت شاهزاده                    | چین                                   | شاهزادگان خاندان سیما                                                                              | سیما یوئه در جنگ پیروز شد و نفوذ زیادی بر امپراتور جین به‌دست آورد، اما اقتدار جین در شمال چین به‌شدت تضعیف شد. |       | [ ۸۶ ]        |
| ۳۰۴–۳۱۶ | شورش پنج بربر                      | شمال و جنوب غرب چین                   | پنج بربر (هان ژائو و چنگ-هان)                                                                      | پیروزی هان ژائو در شمال چین؛ پیروزی چنگ-هان در جنوب غرب چین؛ سقوط سلسله جین غربی در شمال چین؛ تشکیل سلسله جین شرقی در جنوب چین. |       | [ ۸۷ ]        |
| ۲۹۳     | شورش ثباید                         | ثباید، امپراتوری روم                  | بوسیریس و قفط                                                                                      | شورش توسط گالریوس سرکوب شد. |       | [ ۸۸ ]        |
| ۳۵۱–۳۵۲ | شورش یهودیان علیه کنستانتیوس گالوس | سوریه فلسطین، امپراتوری روم           | یهودیان                                                                                            | رومیان شورش را سرکوب کرده و چندین شهر یهودی را نابود کردند. |       | [ ۸۹ ]        |
| ۳۹۸     | جنگ گلدونیک                        | آفریقا، امپراتوری روم غربی            | کمس گیلدو                                                                                          | شورش توسط فلاویوس استیلیکو سرکوب شد. |       | [ ۹۰ ]        |
| ۴۸۴     | شورش سامریان علیه ژوستا            | سامره، امپراتوری روم شرقی             | سامریان                                                                                            | شورش توسط زنون سرکوب شد. او کلیسای سنت پروکوپیوس در نئاپولیس را بازسازی کرد و سامریان را از کوه گریزیم منع کرد. |       | [ ۹۱ ]        |
| ۴۹۵     | آشوب سامریان                       | سامره، امپراتوری روم شرقی             | سامریان                                                                                            | شورش توسط امپراتوری بیزانس سرکوب شد. |       | [ ۹۱ ]        |
| ۴۹۶     | شورش مزدک                          | شاهنشاهی ساسانی                       | مزدکیان                                                                                            | مزدک موفق شد قباد یکم را به آیین خود بکشاند، اما قباد توسط اشراف برکنار شد و مزدک اعدام گردید. |       | [ ۹۲ ]        |
| ۵۲۹–۵۳۱ | شورش بن‌صبار                        | سامره، امپراتوری روم شرقی             | سامریان به رهبری یولیانوس بن‌صبار                                                                   | نیروهای ژوستینین یکم با کمک غسانیان شورش را سرکوب کردند؛ ده‌ها هزار سامری کشته یا به بردگی گرفته شدند. پس از آن، امپراتوری بیزانس مسیحی، آیین سامری را ممنوع اعلام کرد.                                                                                            |       | [ ۹۱ ]        |
| ۵۳۲     | شورش نیکا                          | کنستانتینوپل، امپراتوری روم شرقی      | دسته‌های آبی و سبز دیمه‌ها                                                                           | شورش سرکوب شد، شرکت‌کنندگان آن کشته شدند و حکومت ژوستینین یکم بر امپراتوری بیزانس تقویت گردید. |       | [ ۹۳ ]        |
| ۵۴۱     | خیزش ویتنامی‌ها                     | وان‌سون، سلسله ابتدایی لی              | مردم ویتنامی به رهبری لی نام ده                                                                    | دومین سلطه چینی بر ویتنام پایان یافت، کشور استقلال خود را به عنوان پادشاهی وان‌سون اعلام کرد و لی نام ده به عنوان نخستین پادشاه سلسله ابتدایی لی تاج‌گذاری کرد. |       | [ ۹۴ ]        |
| ۵۵۶     | شورش سامریان ۵۵۶                   | فلسطین اول، امپراتوری روم شرقی        | سامریان و یهودیان                                                                                  | آمانتیوس، فرماندار اسقف‌نشین شرق، مأمور سرکوب شورش شد. |       | [ ۹۱ ]        |
| ۵۷۲–۵۷۸ | شورش سامریان ۵۷۲                   | فلسطین اول، امپراتوری روم شرقی        | سامریان و یهودیان                                                                                  | شورش سرکوب شد، آیین سامریان ممنوع شد و از جمعیتی نزدیک به یک میلیون نفر، جامعه سامریان تقریباً به نابودی رسید. |       | [ ۹۱ ]        |
| ۶۰۸–۶۱۰ | شورش هراکلیوس                      | اگزارخ‌نشین آفریقا، امپراتوری روم شرقی | هراکلیوس بزرگ‌تر                                                                                    | فوکاس اعدام شد و هراکلیوس جوان‌تر به عنوان امپراتور بیزانس منصوب شد و دودمان هراکلیوس تأسیس گردید. |       | [ ۹۵ ]        |
| ۶۱۱–۶۱۷ | شورش‌های ضد-سوئی                    | دودمان سوئی، چین                      | مقامات پیشین دودمان سوئی و شورشیان دهقانی                                                          | دودمان سوئی سرنگون شد و شورش به رهبری لی یوآن، بنیان‌گذار دودمان تانگ منجر گردید. |       | [ ۹۶ ]        |
| ۶۱۴–۶۲۵ | شورش یهودیان علیه هراکلیوس         | فلسطین اول، امپراتوری روم شرقی        | یهودیان                                                                                            | پس از بازپس‌گیری فلسطین توسط بیزانسی‌ها، یهودیان قتل‌عام و از منطقه اخراج شدند. |       | [ ۹۷ ]        |
| ۶۲۳–۶۲۶ | شورش اسلاوها                       | خانات آوار                            | اسلاوها به رهبری سمو                                                                               | حکومت آوارها سرنگون شد و قبایل اسلاوی منطقه برای تشکیل امپراتوری سمو متحد شدند. |       | [ ۹۸ ]        |
| ۶۳۲–۶۳۳ | جنگ‌های ارتداد                      | عربستان، خلافت راشدین                 | قبایل عرب                                                                                          | شورشیان مجبور به تسلیم در برابر خلافت ابوبکر شدند. |       | [ ۹۹ ]        |
| ۶۵۶–۶۶۱ | فتنه اول                           | خلافت راشدین                          | بنی‌امیه خوارج                                                                                      | با قتل خلیفه عثمان بن عفان آغاز شد و شش ماه پس از قتل خلیفه علی ابن ابیطالب و با امضای معاهده‌ صلح حسن بن علی با معاویه بن ابی‌سفیان به پایان رسید. در نتیجه صلح معاویه به عنوان خلیفه به رسمیت شناخته شد و خلافت امویان تأسیس گردید.                               |       | [ ۱۰۰ ]       |
| ۶۸۰     | نبرد کربلا                         | خلافت اموی                            | حسین بن علی                                                                                        | قیام حسین ابن علی امام سوم شیعیان به دعوت مردم کوفه که در منطقه نینوا و کربلا به دستور خلیفه اموی یزید بن معاویه سرکوب شد. |       | [ ۱۰۱ ]       |
| ۶۸۰–۶۹۲ | فتنه دوم                           | خلافت امویان                          | زبیریان، علویان و خوارج                                                                            | پس از مرگ معاویه و نبرد کربلا، مجموعه‌ای از خون‌خواهی‌ها و شورش‌ها علیه امویان آغاز شد که معروف‌ترین آن‌ها قیام مختار ثقفی بود. در نتیجه، خلافت اموی قدرت خود را افزایش داد، ارتش را بازسازی کرد و دیوان‌سالاری دولت را عرب‌سازی و اسلام‌گرایی نمود.                       |       | [ ۱۰۲ ]       |
| ۶۹۶–۶۹۸ | شورش صُفریه                         | خلافت امویان                          | صُفری‌ها به رهبری شبیب بن یزید شیبانی                                                                | شکست توسط خلافت، هرچند که مذهب صُفریه همچنان در موصل ادامه یافت. |       | [ ۱۰۳ ]       |
| ۷۰۰–۷۰۳ | شورش ابن اشعث                      | عراق، خلافت امویان                    | عبدالرحمن بن محمد بن اشعث                                                                          | سرکوب شورش توسط خلافت، که پایان قدرت اشراف قبیله‌ای عراق را نشان داد و عراق از آن پس تحت کنترل مستقیم نیروهای شامی کاملاً وفادار به رژیم اموی قرار گرفت. |       | [ ۱۰۴ ]       |
| ۷۲۰–۷۲۹ | شورش یزید بن مهلب                  | بصره، خلافت امویان                    | یزید بن مهلب                                                                                       | سرکوب شورش توسط امویان به فرماندهی مسلمه بن عبدالملک برادر خلیفه. |       | [ ۱۰۵ ]       |
| ۷۱۳–۷۲۲ | شورش آنام                          | ویتنام                                | مردم ویتنامی به رهبری مای توک لوآن                                                                 | پادشاهی مستقل توسط یک کارزار نظامی به دستور امپراتور شوان زونگ اول سرکوب شد و سلطه سوم چین بر ویتنام ادامه یافت. |       | [ ۱۰۶ ]       |
| ۷۳۴–۷۴۶ | شورش حارث                          | خراسان، خلافت امویان                  | حارث بن سریج                                                                                       | حارث کشته شد و شورش سرکوب شد، اگرچه این شورش قدرت اعراب در آسیای میانه را تضعیف کرد و به آغاز جنبش سیاه‌جامگان و ظهور عباسیان کمک کرد. |       | [ ۱۰۷ ]       |
| ۷۴۰     | قیام زیدیان                        | کوفه، خلافت امویان                    | زید بن علی                                                                                         | فرماندار اموی عراق یوسف بن عمر ثقفی با رشوه دادن به ساکنان کوفه توانست شورش را سرکوب کند و زید در این فرآیند کشته شد. |       | [ ۱۰۸ ]       |
| ۷۴۰–۷۴۳ | شورش بربرها                        | مغرب، خلافت امویان                    | بربرها به رهبری میسره مطغری                                                                        | امویان از مغرب اخراج شدند و چندین دولت مستقل بربری در این منطقه تأسیس شد. |       | [ ۱۰۹ ]       |
| ۷۴۴–۷۴۷ | فتنه سوم                           | خلافت امویان                          | طرفداران یمانی امویان، علویان به رهبری عبدالله ابن معاویه، خوارج به رهبری ضحاک بن قیس شیبانی       | پیروزی مروان دوم و جناح طرفدار قیس در جنگ داخلی میان امویان و سرکوب شورش‌های ضد اموی، هرچند قدرت خلافت اموی به‌طور دائمی تضعیف شد. |       | [ ۱۱۰ ]       |
| ۷۴۷–۷۴۸ | شورش اباضیه                        | عربستان جنوبی، خلافت امویان           | اباضیه                                                                                             | پیروزی امویان در حجاز و یمن؛ اما خودمختاری اباضیه در حضرموت تضمین شد. |       | [ ۱۱۱ ]       |
| ۷۴۷–۷۵۰ | جنبش سیاه‌جامگان                    | خلافت امویان                          | عباسیان، ایرانیان                                                                                  | تأسیس خلافت عباسیان که به پایان امتیازات ویژه برای اعراب و تبعیض علیه غیرعرب‌ها انجامید. |       | [ ۱۰۷ ]       |
| ۷۵۲–۷۶۰ | شورش مردایتی                       | کوهستان لبنان و خلافت عباسیان         | مسیحیان لبنانی و امپراتوری بیزانس                                                                  | ساکنان مسیحی بخش‌هایی از لبنان داخلی و ساحلی اخراج و با قبایل عرب جایگزین شدند. |       | [ ۱۱۲ ]       |
| ۷۵۴     | شورش عبدالله بن علی                | شام، خلافت عباسیان                    | عبدالله بن علی                                                                                     | سپاه عبدالله توسط ابومسلم خراسانی شکست خورد. |       | [ ۱۱۳ ]       |
| ۷۵۵     | انقلاب قرطبه                       | المونکار، اندلس، خلافت عباسیان        | امویان به رهبری عبدالرحمن یکم                                                                      | امویان کنترل اندلس را به دست گرفتند و امارت قرطبه را تأسیس کردند. |       | [ ۱۱۴ ]       |
| ۷۵۵–۷۶۳ | شورش ان لوشان                      | یان، چین                              | ان لوشان                                                                                           | یان توسط نیروهای امپراتوری تانگ شکست خورد، هرچند که دودمان تانگ تضعیف شد. |       | [ ۱۱۵ ]       |
| ۷۶۲–۷۶۳ | شورش علویان                        | حجاز و جنوب عراق، خلافت عباسیان       | علویان به رهبری محمد بن عبدالله نفس زکیه                                                           | شورش توسط خلافت سرکوب شد و به دنبال آن، کارزار گسترده‌ای برای سرکوب علویان به اجرا درآمد. |       | [ ۱۱۶ ]       |
| ۷۷۲–۸۰۴ | جنگ‌های ساکسون                      | ساکسونی                               | ساکسون‌ها                                                                                           | ساکسونی به امپراتوری فرانک الحاق شد و ساکسون‌ها به زور از پاگانیسم ژرمنی به کاتولیسیسم تغییر دین دادند. |       | [ ۱۱۷ ]       |
| ۷۸۶     | شورش علویان                        | مکه، حجاز، خلافت عباسیان              | علویان                                                                                             | شورش توسط ارتش عباسی سرکوب شد و اعضای خاندان علوی اعدام شدند. یکی از علویان، ادریس بن عبدالله، از میدان نبرد به مغرب گریخت و دودمان ادریسیان را بنیان نهاد. |       | [ ۱۱۸ ]       |
| ۷۹۱–۸۰۲ | شورش فانگ                          | ویتنام                                | ویتنامی‌ها به رهبری فانگ هونگ                                                                       | برای مدت کوتاهی بر کشور حکمرانی کرد اما سومین سلطه چینی بر ویتنام دوباره برقرار شد. |       | [ ۱۱۹ ]       |
| ۷۹۳–۷۹۶ | جنگ قیس-یمن                        | شام، خلافت عباسیان                    | قیس عیلان                                                                                          | شورش توسط عباسیان و متحدان یمانی آنها سرکوب شد. |       | [ ۱۲۰ ]       |
| ۷۹۴–۷۹۵ | شورش الولید                        | جزیره، خلافت عباسیان                  | خوارج به رهبری الولید بن طریف الشیبانی                                                             | یزید بن مزید شیبانی در اواخر ۷۹۵ میلادی با شورشیان در الحدیثه در نزدیکی هیت وارد نبرد شد و الولید را در مبارزه تن‌به‌تن شکست داد، او را کشت و سرش را از تن جدا کرد. یزید همچنین تعداد زیادی از خوارج را کشت و باقیمانده آنها را پراکنده کرد و شورش به شکست انجامید. |       | [ ۱۲۱ ]       |
| ۸۱۱–۸۳۸ | فتنه چهارم                         | خلافت عباسیان                         | علویان به رهبری محمد بن جعفر الصادق، قیس به رهبری نصر بن شبث عقیلی و خرمدینان به رهبری بابک خرمدین | مأمون قدرت را به عنوان خلیفه به دست گرفت، الصادق به تبعید رفت، قلمرو قیس از دست رفت و نصر به خلافت تسلیم شد، بابک اعدام شد و طاهریان حکومت خود را بر خراسان بزرگ آغاز کردند.                                                                                      |       | [ ۱۲۲ ]       |
| ۸۱۴     | شورش الرباض                        | گوادالکیبیر، امارت قرطبه              | روحانیون در الرباض                                                                                 | شورش توسط حکم یکم سرکوب شد. |       | [ ۱۲۳ ]       |
| ۸۲۱–۸۲۳ | شورش توماس اسلاو                   | آناتولی، امپراتوری روم شرقی           | توماس اسلاو                                                                                        | توماس تسلیم و توسط بیزانسی‌ها اعدام شد. |       | [ ۱۲۴ ]       |
| ۸۲۴–۸۳۶ | شورش تونس                          | تونس، افریقیه، خلافت عباسیان          | اعراب                                                                                              | اغلبیان با کمک بربرها شورش را سرکوب کردند. |       | [ ۱۲۵ ]       |
| ۸۲۲     | شورش اشرافی                        | شیلا                                  | اشراف به رهبری کیم هون چانگ                                                                        | جناح سلطنتی توانست بخش زیادی از قلمرویی را که نیروهای کیم هون چانگ تصرف کرده بودند، بازپس گیرد. پس از سقوط گنگجو، کیم هون چانگ خودکشی کرد. |       |               |
| ۸۴۱–۸۴۲ | شورش اموی                          | فلسطین،خلافت عباسیان                  | امویان به رهبری مبرقع                                                                              | الهداری نیروهای المبرقع را در نبردی نزدیک رمله شکست داد، المبرقع اسیر شد و به پایتخت خلافت، سامرا، منتقل گردید و به زندان انداخته شد و دیگر هیچ خبری از او شنیده نشد.                                                                                             |       | [ ۱۲۶ ]       |
| ۸۴۱–۸۴۵ | استلینگا                           | زاکسن، امپراتوری کارولنژی             | ساکسون‌های فرانکلین و برده‌های آزاد شده                                                              | شورش توسط کارولنژی‌ها و متحدان آنها در میان اشراف زاکسن سرکوب شد. |       | [ ۱۲۷ ]       |
| ۸۴۵–۸۴۶ | شورش جانگ بوگو                     | شیلا                                  | جانگ بوگو                                                                                          | جانگ بوگو توسط یک فرستاده دربار شیلا ترور شد. |       | [ ۱۲۸ ]       |
| ۸۵۹–۸۶۰ | شورش چیو                           | چجیانگ، چین                           | دهقانان به رهبری چیو فو                                                                            | شورش توسط ژنرال امپراتوری وانگ شی سرکوب شد. |       | [ ۱۲۹ ]       |
| ۸۶۱–۸۷۶ | انقلاب صفاریان                     | سیستان، خراسان بزرگ، خلافت عباسیان    | صفاریان به رهبری یعقوب لیث صفاری                                                                   | یعقوب لیث حکومت عباسیان بر ایران بزرگ را سرنگون کرده و سلسله صفاریان را بنیان نهاد. |       | [ ۱۳۰ ]       |
| ۸۶۴     | شورش علویان                        | عراق، خلافت عباسیان                   | علویان به رهبری یحیی بن عمر                                                                        | علویان به نیروهای مستعین حمله کردند، اما شکست خورده و گریختند. یحیی بن عمر سپس اعدام شد. |       | [ ۱۳۱ ]       |
| ۸۶۵–۸۶۶ | فتنه پنجم                          | عراق،خلافت عباسیان                    | معتز                                                                                               | جنگ داخلی عباسیان یک درگیری مسلحانه در جریان «بی‌ثباتی در سامرا» بین خلیفه‌های رقیب، مستعین و معتز، برای به دست آوردن جایگاه خلیفه بعدی بود. مستعین از خلافت خلع و معتز جانشین او شد.                                                                               |       | [ ۱۳۲ ]       |
| ۸۶۶–۸۹۶ | شورش خوارج                         | جزیره، خلافت عباسیان                  | خوارج                                                                                              | این شورش سرانجام پس از چندین لشکرکشی توسط خلیفه معتضد برای بازگرداندن اقتدار خلافت در منطقه، سرکوب شد. |       | [ ۱۳۳ ]       |
| ۸۶۹–۸۸۳ | شورش زنگیان                        | سواد، خلافت عباسیان                   | زنگیان                                                                                             | این شورش در نهایت توسط عباسیان سرکوب شد. |       | [ ۱۳۴ ]       |
| ۸۷۴–۸۸۴ | شورش چائو                          | چین                                   | هوآنگ چائو و وانگ ژیانگژی                                                                          | شورش‌ها توسط دودمان تانگ سرکوب شدند، اما این شورش‌ها منجر به بی‌ثباتی و در نهایت سقوط دودمان تانگ شد. |       | [ ۱۳۵ ]       |
| ۸۸۰–۹۲۸ | شورش بابستر                        | امارت قرطبه                           | مولدانها و مستعرب‌ها به رهبری عمر بن حفصون                                                          | عمر بن حفصون در ۹۱۷ میلادی درگذشت و اتحاد او فروپاشید. فرزندان او تلاش کردند مقاومت را ادامه دهند، اما سرانجام به دست عبدالرحمن سوم شکست خوردند که خلافت قرطبه را اعلام کرد.                                                                                      |       | [ ۱۳۶ ]       |
| ۸۹۹–۹۰۶ | انقلاب قرمطیان                     | عربستان شرقی، خلافت عباسیان           | قرمطیان                                                                                            | قرمطیان موفق به تأسیس یک جمهوری در عربستان شرقی شدند و به قدرتمندترین نیرو در خلیج فارس تبدیل گشتند. قرمطیان در نهایت توسط عباسیان در سال ۹۷۶ میلادی به یک قدرت محلی کاهش یافتند و در سال ۱۰۷۶ میلادی توسط سلجوقی و امارت عیونی نابود شدند.                       |       | [ ۱۳۷ ]       |
| ۹۱۷–۹۲۴ | جنگ بلغاری و صربی                  | بالکان                                | صرب‌ها به رهبری زاهاریا                                                                             | صربستان به امپراتوری نخست بلغارستان الحاق شد. |       | [ ۱۳۸ ]       |
| ۹۲۸–۹۳۲ | شورش بیثینیایی                     | بیتینی، امپراتوری روم شرقی            | باسیل دست مسی                                                                                      | شورش سرانجام توسط ارتش امپراتوری سرکوب و باسیل اعدام شد. |       | [ ۱۳۹ ]       |
| ۹۴۳–۹۴۷ | شورش ایباضی بربرها                 | افریقیه، خلافت فاطمیان                | بربرهای اباضی به رهبری ابو یزید                                                                    | شورش توسط فاطمیان سرکوب شد و ابو یزید دستگیر و کشته شد. |       | [ ۱۴۰ ]       |
| ۹۶۹–۹۷۰ | شورش اول بارداس فوکاس جوان‌تر       | قیصریه، امپراتوری روم شرقی            | خاندان فوکاس                                                                                       | شورش توسط بارداس اسکلروس سرکوب شد، فوکاس دستگیر و به خیوس تبعید شد، جایی که به مدت ۷ سال در آنجا ماند. |       | [ ۱۴۱ ]       |
| ۹۷۶–۹۷۹ | شورش بارداس اسکلروس                | آناتولیا، امپراتوری روم شرقی          | بارداس اسکلروس                                                                                     | بارداس فوکاس جوان‌تر از تبعید فراخوانده شد تا شورش اسکلروس را در نبرد پانکالیا سرکوب کند. اسکلروس به بغداد پناه برد. |       | [ ۱۴۲ ]       |
| ۹۸۳     | قیام بزرگ اسلاوها                  | البه، آلمان، امپراتوری مقدس روم       | اسلاوهای پولابی                                                                                    | توقف اوست‌زیدلونگ. |       | [ ۱۴۳ ]       |
| ۹۸۷–۹۸۹ | شورش دوم بارداس فوکاس جوان‌تر       | آناتولیا، امپراتوری روم شرقی          | بارداس فوکاس جوان‌تر و بارداس اسکلروس                                                               | ارتش‌های شورشی پس از مرگ فوکاس تسلیم شدند. |       | [ ۱۴۴ ]       |
| ۹۹۳–۹۹۵ | شورش دائو شو                       | سیچوان، چین                           | پادشاهی دائو شو                                                                                    | دودمان سونگ توانست شورش را سرکوب کرده و حاکمیت خود را بر منطقه شو بازگرداند. |       | [ ۱۴۵ ]       |
| ۹۹۶     | شورش دهقانان در نورماندی           | نورماندی                              | دهقانان نورمن                                                                                      | سرکوب شورش |       | [ ۱۴۶ ]       |
| ۹۹۶–۹۹۸ | شورش صور                           | صور (لبنان)، خلافت فاطمی              | شورشیان صوری و امپراتوری بیزانس                                                                    | شورش سرکوب و شورشیان کشته یا به بردگی گرفته شدند. |       | [ ۱۴۷ ]       |

## سال ۱۰۰۰ تا ۱۴۹۹
| تاریخ      | انقلاب/شورش | موقعیت                              | انقلابیون/شورشیان                                  | نتیجه | تصویر | پانویس  |
| ---------- | --- | ----------------------------------- | -------------------------------------------------- | --- | ----- | ------- |
| ۱۰۳۴–۱۰۳۸  | شورش ۱۰۳۴–۱۰۳۸ صرب‌ها علیه امپراتوری بیزانس                                                                        | دوکلیا، امپراتوری روم شرقی          | صرب‌ها به رهبری وویسلاو دوکلیا                      | شورش سرکوب شد و وویسلاو زندانی گردید، اما او شورش دیگری را آغاز کرد که در نهایت موفق شد                                                                            |       |         |
| ۱۰۴۰–۱۰۴۱  | شورش پیتر دلیان                                                                                                   | شبه‌جزیره بالکان، امپراتوری روم شرقی | بلغاری‌ها به رهبری پیتر دلیان                       | شورش توسط امپراتور میخائیل چهارم سرکوب شد |       | [ ۱۴۸ ] |
| ۱۰۷۲       | شورش جورجی وویته                                                                                                  | شبه‌جزیره بالکان، امپراتوری روم شرقی | بلغاری‌ها به رهبری جورجی وویته                      | شورش توسط دامیانو دالاسنوس سرکوب شد |       | [ ۱۴۹ ] |
| ۱۰۹۰       | تصرف قلعه الموت                                                                                                   | الموت، امپراتوری سلجوقی             | حشاشین به رهبری حسن صباح                           | دولت نزاری اسماعیلیان الموت تأسیس شد و ایجاد فرقه حشاشین |       |         |
| ۱۰۹۵       | شورش اشراف شمالی علیه ویلیام دوم                                                                                  | انگلستان                            | اشراف شمالی به رهبری رابرت دو موبرای               | شورش سرکوب شد |       |         |
| ۱۱۲۵       | شورش موحدین علیه دودمان مرابطون                                                                                   | کوه‌های اطلس                         | قبایل مصموده به رهبری ابن تومرت                    | تأسیس خلافت موحدین |       |         |
| ۱۱۴۳–۱۱۴۵  | شورش کمون رم | رم                                  | کمون رم                                            | تأسیس کمون رم |       |         |
| ۱۱۵۶       | شورش هوگن | ژاپن                                | نیروهای وفادار به امپراتور سوتوکو (بازنشسته)       | شورش توسط نیروهای وفادار به امپراتور گو-شیراکاوا سرکوب شد. برتری خاندان‌های سامورایی تثبیت شد و در نهایت نخستین دولت تحت رهبری سامورایی‌ها در تاریخ ژاپن ایجاد گردید |       |         |
| ۱۱۸۵       | شورش آسن و پیتر علیه امپراتوری بیزانس                                                                             | کوه‌های بالکان                       | بلغاری‌ها و والاچ‌ها                                 | ایجاد دومین امپراتوری بلغارستان |       |         |
| ۱۲۰۹–۱۲۱۱  | شورش کوآچ بوک | دودمان لی                           | ارتشی به رهبری ژنرال کوآچ بوک                      | شکست امپراتور لی کائو تونگ و تضعیف بیشتر دودمان رو به افول لی |       |         |
| ۱۲۳۳–۱۲۳۴  | شورش استدینگرها                                                                                                   | فریزی                               | استدینگرها                                         | شورش توسط یک جنگ صلیبی به رهبری پاپ گریگوری نهم سرکوب شد |       |         |
| ۱۲۳۷–۱۲۳۹  | شورش بابائی | سلجوقیان روم                        | شورشیان                                            | شورش سرکوب شد |       |         |
| ۱۲۴۲–۱۲۴۹  | اولین خیزش پروسی                                                                                                  | پومرانی                             | شوالیه‌های تتونیک                                   | سویتوپلک دوم، دوک پومرانی اراضی اشغالی را بازگرداند. به شوالیه‌های تتونیک عبور ایمن از پومرانی داده شد. پیمان کریستبورگ (حقوق مسیحیان را تضمین کرد)                 |       |         |
| ۱۲۵۰       | شورش بحری | مصر                                 | ممالیک بحری                                        | ممالیک قدرت خود را تثبیت کرده و دودمان بحری را تأسیس کردند |       |         |
| ۱۲۸۲       | شورش شامگاه سیسیلی                                                                                                | سیسیل                               | شورشیان سیسیلی                                     | رژیم آنژوین سرنگون شد |       |         |
| ۱۲۹۶–۱۳۲۸  | اولین جنگ استقلال اسکاتلند                                                                                        | اسکاتلند                            | پادشاهی اسکاتلند                                   | استقلال اسکاتلند بازپس‌گرفته شد |       |         |
| ۱۳۰۲       | نبرد اسپرهای طلایی                                                                                                | فلاندر                              | کنت‌نشین فلاندر                                     | پیروزی فلاندری‌ها. اخراج فرانسوی‌ها |       |         |
| ۱۳۲۳–۱۳۲۸  | شورش دهقانان در فلاندر                                                                                            | فلاندر                              | کنت‌نشین فلاندر                                     | بازگشت دربار طرفدار فرانسه. سرکوب شورشیان |       |         |
| ۱۳۳۲–۱۳۵۷  | دومین جنگ استقلال اسکاتلند                                                                                        | اسکاتلند                            | پادشاهی اسکاتلند                                   | پیمان برویک. استقلال اسکاتلند بازپس‌گرفته شد |       |         |
| ۱۳۳۷       | قیام سربداران | سبزوار و خراسان بزرگ                | عبدالرزاق باشتینی                                  | منجر به استقلال از ایلخانان و تضیف مفولان در ایران شد. |       |         |
| ۱۳۴۲       | طرفداران تسالونیکا                                                                                                | امپراتوری بیزانس                    | طرفداران تسالونیکا                                 | طرفداران برای ۸ سال بر تسالونیکا حکومت کردند |       |         |
| ۱۳۴۳–۱۳۴۵  | شورش شب سنت جورج                                                                                                  | استونی                              | استونیایی‌های محلی از اسقف‌نشین اوسل-ویک             | شورش سرکوب شد |       |         |
| ۱۳۴۶–۱۳۴۷  | شورش اسماعیل موخ                                                                                                  | دکن، سلطنت دهلی                     | نیروهای اسماعیل موخ                                | پیروزی شورش، تأسیس سلطان‌نشین بهمنی. |       |         |
| ۱۳۵۴       | شورش کولا دی رینتسی                                                                                               | رم                                  | کولا دی رینتسی و نیروهای وفادار (با کمک لایوش یکم) | شورش موفقیت‌آمیز بود، اما کولا در نهایت از رم کناره‌گیری کرد |       |         |
| ۱۳۵۶–۱۳۵۸  | شورش ژاکری | شمال فرانسه                         | دهقانان                                            | شورش با موفقیت سرکوب شد |       |         |
| ۱۳۶۸       | شورش دستار سرخ | چین                                 | دهقانان هان چینی به رهبری هونگ‌وو                   | تأسیس دودمان مینگ |       |         |
| ۱۳۷۸       | شورش چیومپی | فلورانس                             | کارگران فلورانسی                                   | تصرف دولت شهری. خواسته‌های کارگران در ابتدا پذیرفته شد، اما این وضعیت موقتی بود.                                                                                    |       |         |
| ۱۳۷۸–۱۳۸۴  | شورش توشین | بزیه                                | محلی‌های بزیه                                       | دوک بری شورش را سرکوب کرد |       |         |
| ۱۳۸۱       | شورش دهقانان. این شورشی در انگلستان به رهبری وات تایلر و جان بال بود که در آن دهقانان خواستار پایان اربابی بودند. | انگلستان                            | شورشیان به رهبری وات تایلر                         | وات تایلر کشته شد، شورش سرکوب شد |       |         |
| ۱۳۸۲       | شورش هرل | روآن، پاریس                         | اعضای اصناف روآن                                   | رهبران شورش کشته شدند. حقوق شهری لغو شد. |       |         |
| حدود ۱۳۸۷  | شورش اصفهان | اصفهان                              | شورشیان محلی                                       | شورش به‌طور خشونت‌آمیز سرکوب شد. |       |         |
| ۱۴۰۰–۱۴۱۵  | شورش ولز | ولز                                 | شورشیان به رهبری اویان گلایندور                    | انگلستان ولز را تصرف کرد. |       |         |
| ۱۴۰۴~۱۴۱۳^ | شورش کنستانتین و فروژین                                                                                           | منطقه تاریخی بلغارستان              | اشراف بلغار                                        | شکست در آزادسازی بلغارستان |       |         |
| ۱۴۱۸–۱۴۲۷  | شورش لام سون | شمال ویتنام                         | شورشیان به رهبری له لویی                           | استقلال دای ویت |       |         |
| ۱۴۳۱–۱۴۳۵  | اولین شورش ایرماندینیو                                                                                            | گالیسیا                             | دهقانان و بورژوازی                                 | شورش سرکوب شد. |       |         |
| ۱۴۳۴–۱۴۳۶  | شورش انگلبریکت | دالارنا                             | انگلبریکت انگلبریکتسون                             | انگلبریکت ترور شد. اتحاد کالمار تضعیف شد. |       |         |
| ۱۴۳۷       | شورش دهقانان ترانسیلوانیا                                                                                         | پادشاهی مجارستان                    | دهقانان و نجیب‌زادگان خرده‌پای ترانسیلوانیایی        | پیروزی اشراف |       |         |
| ۱۴۴۴–۱۴۶۸  | شورش اسکندربیگ | آلبانی تحت حکومت عثمانی             | اسکندربیگ و نیروهایش                               | اسکندربیگ به صلح رضایت داد و به عثمانی‌ها خراج پرداخت. |       |         |
| ۱۴۵۰       | شورش جک کید | کنت، انگلستان                       | شورشیان به رهبری جک کید                            | پیروزی سلطنتی |       |         |
| ۱۴۶۲–۱۴۸۵  | شورش رمِنسیس | کاتالونیا                           | دهقانان                                            | بی‌نتیجه |       |         |
| ۱۴۶۷–۱۴۷۰  | دومین شورش ایرماندینیو                                                                                            | گالیسیا                             | دهقانان و بورژوازی                                 | شکست جنبش ایرماندینیو |       |         |
| ۱۴۹۷       | شورش کورنوال ۱۴۹۷                                                                                                 | انگلستان                            | شورشیان عمدتاً از کورنوال                           | پیروزی سلطنتی |       |         |

## سال ۱۵۰۰ تا ۱۶۹۹
| تاریخ     | انقلاب/شورش                                                           | موقعیت                                                   | انقلابیون/شورشیان                                       | نتیجه                                                                               | تصویر | پانویس          |
| --------- | --------------------------------------------------------------------- | -------------------------------------------------------- | ------------------------------------------------------- | ----------------------------------------------------------------------------------- | ----- | --------------- |
| ۱۴۹۹–۱۵۰۱ | شورش آلپوجاراس                                                        | پادشاهی گرانادا                                          | مسلمانان گرانادا                                        | شورش سرکوب شد و تمام مسلمانان گرانادا مجبور به تغییر دین شدند                       |       |                 |
| ۱۵۰۱–۱۵۰۳ | جنگ برکناری علیه شاه یوهان                                            | اتحادیه کالمار                                           | جدایی‌طلبان سوئدی                                        | پیروزی جدایی‌طلبان، اتحادیه کالمار عملاً منحل شد                                      |       |                 |
| ۱۵۰۱–۱۵۰۴ | شورش کنوت آلوفسون در جنگ دانمارک-سوئد (۱۵۰۱–۱۵۱۲) علیه شاه یوهان نروژ | دانمارک و نروژ                                           | جدایی‌طلبان نروژی                                        | شورش سرکوب شد                                                                       |       |                 |
| ۱۵۱۴      | جنگ دهقانان به رهبری جورج دوسا                                        | پادشاهی مجارستان                                         | دهقانان به رهبری جورج دوسا                              | شورش سرکوب شد و جورج دوسا اعدام شد                                                  |       |                 |
| ۱۵۱۵      | شورش دهقانی اسلوون                                                    | امپراتوری مقدس روم                                       | دهقانان                                                 | شورش توسط مزدوران امپراتوری مقدس روم سرکوب شد                                       |       |                 |
| ۱۵۱۵–۱۵۲۳ | آرومر زوارته هوپ                                                      | هلند هابسبورگ                                            | شورشیان فریسی به رهبری پیر گرلوفس دونیا و ویرد یلکاما.  | شورش سرکوب شد                                                                       |       |                 |
| ۱۵۱۶      | شورش تران کائو                                                        | سلسله له                                                 | شورشیان تران کائو                                       | شورش سرکوب شد. سلسله له به دلیل جنگ داخلی بعدی تضعیف شد                             |       |                 |
| ۱۵۱۹–۱۵۲۳ | شورش برادری‌ها                                                         | والنسیا                                                  | شورشیان خودمختار جرمنیس                                 | رهبر شورشیان لِ‌انکوبرت کشته شد و دژهای جرمنیس تصرف شدند                              |       |                 |
| ۱۵۲۰–۱۵۲۲ | شورش کمونرس                                                           | سلطنت‌طلبان کمونرس                                        | شورشیان کمونرس                                          | پیروزی سلطنت‌طلبان                                                                   |       |                 |
| ۱۵۲۱–۱۵۲۲ | شورش سانتو دومینگو                                                    | مستعمره سانتو دومینگو                                    | آفریقایی‌های برده                                        | سرکوب شورش                                                                          |       |                 |
| ۱۵۲۱–۱۵۲۳ | شورش گوستاو واسا                                                      | اتحاد کالمار                                             | شورشیان به رهبری نجیب‌زاده گوستاو واسا                   | شورشیان موفق به عزل شاه کریستیان دوم از تاج و تخت سوئد شدند                         |       |                 |
| ۱۵۲۴–۱۵۲۵ | جنگ رعایای آلمان                                                      | اتحادیه شوابن                                            | ارتش دهقانان                                            | سرکوب شورش و اعدام شرکت‌کنندگان آن                                                   |       |                 |
| ۱۵۲۶      | شورش بردگان در سان میگل د گوالداپه                                    | سان میگل د گوالداپه                                      | شورشیان                                                 | نامشخص                                                                              |       |                 |
| ۱۵۳۱      | شورش استراچونی، قیام در لوکا                                          | لوکا                                                     | شورشیان                                                 |                                                                                     |       |                 |
| ۱۵۳۲–۱۵۴۷ | شورش سباستین لمبا                                                     | فرمانداری کل سانتو دومینگو                               | شورشیان به رهبری مارون سباستین لمبا                     | سرکوب شورش                                                                          |       |                 |
| ۱۵۳۶      | زیارت فضل                                                             | اصلاح‌طلبان حکومتی                                        | سنت‌گرایان                                               | سرکوب قیام‌ها و اعدام رهبران آن                                                      |       |                 |
| ۱۵۴۰–۱۵۴۲ | جنگ میکسون                                                            | اسپانیای نو                                              | مردم کاسکن                                              | پیروزی اسپانیایی‌ها و متحدان بومی آنها                                               |       |                 |
| ۱۵۴۲      | جنگ داکه                                                              | سوئد                                                     | شورشیان                                                 | شورش سرکوب شد                                                                       |       |                 |
| ۱۵۴۸      | شورش پیتوها                                                           | پادشاهی فرانسه                                           | دهقانان فرانسوی علیه مالیات نمک                         | شورش سرکوب شد                                                                       |       |                 |
| ۱۵۴۸–۱۵۸۲ | جنگ‌های بایانو                                                         | استعمار پاناما                                           | شورشیان برده بایانو                                     | شورش سرکوب شد                                                                       |       |                 |
| ۱۵۴۹      | شورش کتاب دعا                                                         | پادشاهی انگلستان                                         | شورشیان کاتولیک در کورنوال و دوون                       | شورش سرکوب شد                                                                       |       |                 |
| ۱۵۴۹      | شورش کت                                                               | پادشاهی انگلستان                                         | شورشیان شرق انگلستان                                    | شورش سرکوب شد                                                                       |       |                 |
| ۱۵۵۰–۱۵۹۰ | جنگ چیچیمکا                                                           | اسپانیای نو                                              | کنفدراسیون چیچیمکا                                      | پیروزی نظامی چیچیمکا                                                                |       |                 |
| ۱۵۶۷–۱۸۷۲ | شورش‌های فیلیپین علیه اسپانیا                                          | هند شرقی اسپانیا                                         | شورشیان                                                 |                                                                                     |       |                 |
| ۱۵۶۸–۱۵۷۱ | شورش‌های موریسکوها در گرانادا                                          | اسپانیای هابسبورگ                                        | شورشیان موریسکو                                         | شورش سرکوب شد                                                                       |       |                 |
| ۱۵۶۸–۱۶۴۸ | جنگ هشتادساله                                                         | هلند اسپانیا                                             | جمهوری هلند                                             | صلح وستفالی                                                                         |       |                 |
| ۱۵۶۹–۱۵۷۰ | قیام شمال                                                             | الیزابت یکم انگلستان                                     | هواداران ماری، ملکه اسکاتلند و کاتولیک‌های شمال انگلستان | پیروزی الیزابتی                                                                     |       |                 |
| ۱۵۷۰–۱۶۱۸ | شورش گاسپار یانگا علیه استعمارگری اسپانیا در قاره آمریکا در مکزیک     | اسپانیای نو                                              | شورشیان به رهبری گاسپار یانگا                           | پایان با امضای معاهده با اسپانیا                                                    |       |                 |
| ۱۵۷۳      | شورش دهقانی کروآت–اسلوون                                              | اشراف کروات، اشتایر و کارنیولا و اوژکوک‌ها                | دهقانان کروات و اسلوونی                                 | شورش سرکوب شد                                                                       |       |                 |
| ۱۵۹۰–۱۶۱۰ | شورش‌های جلالی                                                         | امپراتوری عثمانی                                         | شورشیان جلالی                                           | سرکوب توسط کیوک مراد پاشا                                                           |       |                 |
| ۱۵۹۱–۱۵۹۴ | رپن‌کریگ                                                               | بازل                                                     | دهقانان                                                 | مذاکرات منجر به محدودیت افزایش مالیات شد. شورشیان از مجازات معاف شدند               |       |                 |
| ۱۵۹۴–۱۵۹۵ | شورش کروکان‌ها                                                         | لیموزن                                                   | شورشیان                                                 | خلع سلاح کروکان‌ها                                                                   |       |                 |
| ۱۵۹۴–۱۶۰۳ | جنگ نه‌ساله (ایرلند)                                                   | پادشاهی انگلستان                                         | ائتلاف ایرلندی                                          | پیروزی انگلستان                                                                     |       |                 |
| ۱۵۹۴      | شورش بانات                                                            | امپراتوری عثمانی                                         | شورشیان صرب                                             | شورش سرکوب شد                                                                       |       |                 |
| ۱۵۹۶      | جنگ چماق                                                              | اشراف و ارتش در فنلاند تحت پادشاهی سوئد                  | دهقانان و ارتش                                          | پیروزی اشراف                                                                        |       |                 |
| ۱۵۹۶–۱۵۹۷ | شورش صرب‌ها علیه عثمانی‌ها                                              | امپراتوری عثمانی                                         | شورشیان صرب                                             | شورش سرکوب شد                                                                       |       |                 |
| ۱۵۹۷      | اولین شورش گواله در فلوریدا علیه مأموریت‌های اسپانیایی به رهبری خوانیو | اسپانیای نو                                              | شورشیان به رهبری خوانیو                                 | شورش سرکوب شد                                                                       |       | [ ۱۵۲ ] [ ۱۵۳ ] |
| ۱۵۹۸      | اولین شورش ترنوو                                                      | امپراتوری عثمانی                                         | شورشیان بلغارستان                                       | شورش سرکوب شد                                                                       |       |                 |
| ۱۶۰۰–۱۶۰۱ | شورش تسالی                                                            | امپراتوری عثمانی                                         | شورشیان یونانی                                          | شورش سرکوب شد                                                                       |       |                 |
| ۱۶۰۰–۱۶۰۷ | شورش آکاکسی                                                           | اسپانیای نو                                              | آکاکسی                                                  | شورش سرکوب شد                                                                       |       |                 |
| ۱۶۰۶–۱۶۰۷ | شورش بولوتنیکوف                                                       | روسیه تزاری                                              | شورشیان به رهبری بولوتنیکوف                             | شورش سرکوب شد                                                                       |       |                 |
| ۱۶۱۶–۱۶۲۰ | شورش تپهوان                                                           | اسپانیای نو                                              | بومیان تپهوان                                           | شورش سرکوب شد                                                                       |       |                 |
| ۱۶۱۸–۱۶۲۵ | شورش بوهم                                                             | پادشاهی هابسبورگ امپراتوری اسپانیا اتحادیه کاتولیک زاکسن | تاج بوهم پالاتین شورشیان علیا و سفلی ترانسیلوانی        | پیروزی امپراتوری                                                                    |       |                 |
| ۱۶۳۱–۱۶۳۴ | شورش مالیات نمک                                                       | امپراتوری اسپانیا                                        | شورشیان در بیسکای                                       | رهبران شورش دستگیر و اعدام شدند                                                     |       |                 |
| ۱۶۳۷–۱۶۳۸ | شورش شیمابارا                                                         | شوگون‌سالاری توکوگاوا                                     | کاتولیک‌های ژاپنی                                        | پیروزی توکوگاوا                                                                     |       | [ ۱۵۴ ]         |
| ۱۶۳۹      | شورش وانوپیه‌ها                                                        | پادشاهی فرانسه                                           | شورشیان در نرماندی                                      | شورش سرکوب شد                                                                       |       |                 |
| ۱۶۴۰–۱۶۶۸ | شورش پرتغالی‌ها                                                        | امپراتوری اسپانیا                                        | پادشاهی پرتغال                                          | پیروزی پرتغال                                                                       |       |                 |
| ۱۶۴۰–۱۶۵۲ | شورش کاتالان‌ها                                                        | امپراتوری اسپانیا                                        | شاهزاده‌نشین کاتالونیا پادشاهی فرانسه                    | شکست کاتالان‌ها                                                                      |       |                 |
| ۱۶۴۱–۱۶۴۲ | شورش ایرلند ۱۶۴۱                                                      | پادشاهی انگلستان پادشاهی اسکاتلند                        | اشراف کاتولیک ایرلندی                                   | پیروزی ایرلندی‌ها و تأسیس کنفدراسیون کاتولیک ایرلند                                  |       |                 |
| ۱۶۴۱      | اعلامیه آکلاماسائو آمادور بوئنو در فرمانداری سائو ویسنته، برزیل       | فرمانداری سائو ویسنته                                    |                                                         |                                                                                     |       | [ ۱۵۵ ]         |
| ۱۶۴۲–۱۶۵۲ | جنگ داخلی انگلستان                                                    | سلطنت‌طلبان انگلیسی و ولزی کاوالیرها                      | پارلمان‌گرایان انگلیسی و ولزی راندهدها                   | پیروزی پارلمان‌گرایان، اعدام چارلز یکم، تأسیس جمهوری انگلستان                        |       |                 |
| ۱۶۴۴      | شورش لی زچنگ                                                          | سلسله مینگ                                               | شورشیان به رهبری لی زچنگ                                | سرنگونی سلسله مینگ و تأسیس سلسله شون                                                |       |                 |
| ۱۶۴۷      | شورش ناپل                                                             | پادشاهی ناپل                                             | جمهوری ناپل (۱۶۴۷)                                      | شورش سرکوب شد                                                                       |       |                 |
| ۱۶۴۸      | شورش خملنیتسکی                                                        | Poland-Lithuania                                         | زاپوروژیان‌ها                                            | ظهور هتمان‌نشین قزاق تحت حمایت روسیه تزاری                                           |       |                 |
| ۱۶۴۸      | شورش نمک مسکو                                                         | روسیه تزاری                                              | شورشیان                                                 | دستگیری و اعدام بسیاری از رهبران شورش                                               |       |                 |
| ۱۶۴۸–۱۶۵۳ | شورش فروند                                                            | پادشاهی فرانسه                                           | پارلمان‌ها                                               | شورش سرکوب شد                                                                       |       |                 |
| ۱۶۵۸      | شورش ابازه حسن پاشا                                                   | امپراتوری عثمانی                                         | شورشیان به رهبری ابازه حسن پاشا                         | شورش سرکوب شد                                                                       |       |                 |
| ۱۶۵۹      | شورش باختریونی                                                        | ایران صفوی                                               | پادشاهی کاختی                                           | بدون نتیجه استراتژیک                                                                |       |                 |
| ۱۶۶۲–۱۶۶۴ | شورش باشقیرها                                                         | روسیه تزاری                                              | شورشیان باشقیر                                          | مطالبات شورشیان پذیرفته شد                                                          |       |                 |
| ۱۶۶۴–۱۶۷۰ | توطئه وشلینی                                                          | پادشاهی هابسبورگ                                         | شورشیان                                                 | شورش سرکوب شد                                                                       |       |                 |
| ۱۶۶۷–۱۶۶۸ | شورش اول آنژله‌ها                                                      | والسپیر                                                  | شورشیان ضد مالیات نمک                                   | توافق‌نامه سره، فرانسه؛ بازرسان مالیاتی به کنترل‌ها پایان دادند                       |       |                 |
| ۱۶۶۸–۱۶۷۶ | شورش صومعه سولوتسکی                                                   | روسیه تزاری                                              | راهبان باورمندان کهن                                    | شورش سرکوب شد                                                                       |       |                 |
| ۱۶۷۰–۱۶۷۴ | شورش دوم آنژله‌ها                                                      | کانفلنت                                                  | شورشیان علیه مالیات نمک                                 | شورش سرکوب شد                                                                       |       |                 |
| ۱۶۷۲      | شورش پشتون‌ها                                                          | امپراتوری گورکانی                                        | شورشیان پشتون                                           | شورش سرکوب شد                                                                       |       |                 |
| ۱۶۷۲–۱۶۷۴ | شورش لیپکا                                                            | Poland-Lithuania                                         | تاتارهای لیپکا امپراتوری عثمانی                         | تضمین امتیازات، پرداخت‌ها و آزادی‌های مذهبی تاتارها                                   |       | [ ۱۵۶ ]         |
| ۱۶۷۲–۱۶۷۸ | شورش مسینا                                                            | امپراتوری اسپانیا                                        | شورشیان سیسیلی                                          |                                                                                     |       |                 |
| ۱۶۷۴–۱۶۸۰ | شورش تروناجایا                                                        | سلطنت ماتارام کمپانی هند شرقی هلند                       | نیروهای شورشی                                           | شورش سرکوب شد                                                                       |       |                 |
| ۱۶۷۵      | شورش تمبر کاغذی، یک شورش ضد مالیاتی در بریتانی                        | پادشاهی فرانسه                                           | شورشیان در بریتانی                                      |                                                                                     |       |                 |
| ۱۶۷۵–۱۶۷۶ | جنگ پادشاه فیلیپ                                                      | کنفدراسیون نیوانگلند                                     | بومیان آمریکا                                           | پیروزی کنفدراسیون                                                                   |       |                 |
| ۱۶۷۶      | شورش بیکن                                                             | مستعمره ویرجینیا                                         | مستعمره‌نشینان ویرجینیا، خدمتکاران قراردادی و بردگان     | تغییر در سیاست مرزی بومیان ویرجینیا                                                 |       |                 |
| ۱۶۸۰–۱۶۹۲ | شورش پوئبلو                                                           | امپراتوری اسپانیا                                        | پوئبلوها                                                | پیروزی پوئبلو، اخراج مهاجران اسپانیایی                                              |       |                 |
| ۱۶۸۱–۱۶۸۴ | شورش باشقیرها                                                         | روسیه تزاری                                              | شورشیان باشقیر                                          | مطالبات شورشیان پذیرفته شد                                                          |       | [ ۱۵۷ ]         |
| ۱۶۸۲      | شورش مسکو                                                             | روسیه تزاری                                              | هنگ‌های استرلتسی                                         | سوفیا آلکسیونا شورش استرلتسی و تلاش‌های تاراروی برای برکناری وی از قدرت را سرکوب کرد |       |                 |
| ۱۶۸۴      | شورش بکمان                                                            | مارانیائو و گرائو-پاراآ                                  | مانوئل بکمان و شورشیان                                  | شورش سرکوب شد                                                                       |       | [ ۱۵۸ ] [ ۱۵۹ ] |
| ۱۶۸۵      | شورش مانموث                                                           | پادشاهی انگلستان                                         | شورشیان مانموث                                          | شورش سرکوب شد                                                                       |       |                 |
| ۱۶۸۵      | شورش آرگیل                                                            | پادشاهی اسکاتلند                                         | شورشیان کاوننتر                                         | شورش سرکوب شد                                                                       |       |                 |
| ۱۶۸۶      | شورش دوم ترنوو                                                        | امپراتوری عثمانی                                         | شورشیان بلغارستان                                       | شورش سرکوب شد                                                                       |       |                 |
| ۱۶۸۷–۱۶۸۹ | شورش بارتیناس                                                         | امپراتوری اسپانیا                                        | شورشیان کاتالونیا                                       | شورش سرکوب شد                                                                       |       |                 |
| ۱۶۸۸      | شورش چیپروفچی                                                         | امپراتوری عثمانی                                         | شورشیان کاتولیک بلغارستان                               | شورش سرکوب شد                                                                       |       |                 |
| ۱۶۸۸      | انقلاب سیامی ۱۶۸۸                                                     | سلسله پراسات تانگ پادشاهی فرانسه                         | فترچا و برخی از لردهای سیامی جمهوری هلند                | پیروزی نیروهای فترچا و متحدان هلندی او                                              |       |                 |
| ۱۶۸۸      | انقلاب شکوهمند                                                        | پادشاهی انگلستان                                         | شورشیان                                                 | جیمز دوم به‌عنوان پادشاه توسط دخترش ماری دوم و همسرش ویلیام سوم جایگزین شد           |       |                 |
| ۱۶۸۸–۱۷۴۶ | شورش‌های یعقوب‌گرایی                                                    | پادشاهی انگلستان                                         | یعقوب‌گرایان                                             | شورش سرکوب شد                                                                       |       |                 |
| ۱۶۸۹      | شورش کارپوش                                                           | امپراتوری عثمانی                                         | شورشیان بلغار                                           | شورش سرکوب شد                                                                       |       | [ ۱۶۰ ]         |
| ۱۶۸۹      | شورش بوستون                                                           | سلطنت نیوانگلند                                          | مستعمره‌نشینان بوستون                                    | انحلال سلطنت نیوانگلند؛ برکناری مقاماتی که به جیمز دوم وفادار بودند                 |       |                 |
| ۱۶۹۳      | شورش دوم برادری                                                       | والنسیا                                                  | شورشیان                                                 | شورش سرکوب شد                                                                       |       |                 |
| ۱۶۹۸      | شورش استرلتسی                                                         | روسیه تزاری                                              | شورشیان                                                 | شورش سرکوب شد                                                                       |       |                 |

## سال ۱۷۰۰ تا ۱۷۹۹
- ۱۷۰۹: شورش میرویس خان هوتک علیه گرگین خان گرجی حاکم قندهار در اواخر دوره صفویه.
- ۱۷۱۲: شورش بردگان نیویورک که سرکوب شد.
- ۱۷۲۲: خیزش افغان‌ها علیه شاه سلطان حسین که منجر به سرنگونی حکومت صفویه در ایران شد.
- ۱۷۶۵–۱۷۸۳: انقلاب آمریکا که منجر به استقلال ۱۳ ایالات از بریتانیای کبیر شد.
- ۱۷۷۵ ۰ ۱۷۸۳: جنگ انقلاب آمریکا که منجر به پیروزی انقلاب آمریکا شد.
- ۱۷۸۹: انقلاب کبیر فرانسه که منجر به فروپاشی نظام پادشاهی و آغاز نظام جمهوری در فرانسه شد.
- ۱۷۹۱:  شورش بردگان در هایتی که منجر به انقلاب و تشکیل کشور هایتی شد.
- ۱۷۹۴: شورش ویسکی در ایالات متحده که توسط دولت سرکوب شد.

## سال ۱۸۰۰ تا ۱۸۴۹
- پیش از ۱۸۰۰: انقلاب فیلیپین علیه اسپانیا برای رسیدن به استقلال که تا سال ۱۸۷۲ ادامه یافت.
- ۱۸۴۸: بهار ملت‌ها، انقلاب‌ها و شورش‌هایی بود که در سراسر اروپا رخ داد.
  - انقلاب ۱۸۴۸ فرانسه که منجر به تشکیل جمهوری دوم فرانسه شد.
  - انقلاب ۱۸۴۸ آلمان که منجر به تقویت پان‌ژرمنیسم شد.
  - انقلاب ۱۸۴۸ ایتالیا
  - انقلاب ۱۸۴۸ مجارستان
  - جنگ اول شلسویگ

## سال ۱۸۵۰ تا ۱۸۹۹
- ۱۸۵۲: شورش کاتوکینو در شهر کاتوکینو در نروژ.
- ۱۸۵۱–۱۸۶۲: خیزش هرزگوین علیه امپراتوری عثمانی.
- ۱۸۵۸: نبرد ماهترا در استونی.
- ۱۸۷۱: انقلاب آزادی‌بخش در گوآتمالا

## دهه ۱۹۰۰
- ۱۹۰۵: آغاز جنبش مشروطه ایران در دوراه پادشاهی مظفرالدین شاه قاجار

## دهه ۱۹۱۰
- ۱۹۱۰: شروع انقلاب مکزیک علیه دیکتاتور پورفیریو دیاس به رهبری فرانسیسکو مادرو، ونوستیانو کارآنسا، امیلیانو زاپاتا و پانچو وییا که در سال ۱۹۲۰ به پیروزی رسید.
- ۱۹۱۱: شکست جنبش مشروطه ایران و آغاز دوره استبداد صغیر
- ۱۹۱۷: انقلاب روسیه و سرنگونی تزارها
  - ۱۹۱۷–۱۹۲۲: جنگ داخلی روسیه پس از انقلاب و پیروزی بولشویک‌ها

## دهه ۱۹۲۰
- ۱۹۲۳: تأسیس کشور جمهوری ترکیه. فروپاشی امپراتوری عثمانی و به دنبال آن آغاز اصلاحات آتاترک
- ۱۹۲۵: شورش کردهای ترکیه به رهبری شیخ سعید پیران که توسط نیروهای ترکیه به رهبری آتاترک سرکوب شد.
- ۱۹۲۷: شورش کردهای آرارات به رهبری احسان نوری پاشا که در سال ۱۹۳۰ توسط دولت ترکیه سرکوب شد.

## دهه ۱۹۳۰
- ۱۹۳۶: شورش عرب‌های فلسطین علیه بریتانیا که تا سال ۱۹۳۹ ادامه یافت و در نهایت سرکوب شد.
- قیام بختیاری ها به رهبری علیمردان خان بختیاری علیه حکومت رضاشاه پهلوی.[۱۶۱]

## دهه ۱۹۴۰
- ۱۹۴۳: شورش گتو یهودیان در ورشو لهستان که توسط سربازان نازی سرکوب شد.
- ۱۹۴۴: قیام ورشو توسط جنبش مقاومت ورشو علیه آلمان نازی شکل گرفت که در نهایت سرکوب شد.
- ۱۹۴۶: آغاز جنگ داخلی یونان که در نهایت در سال ۱۹۴۹ با پیروزی نیروهای وفادار به پادشاهی یونان به پایان رسید.

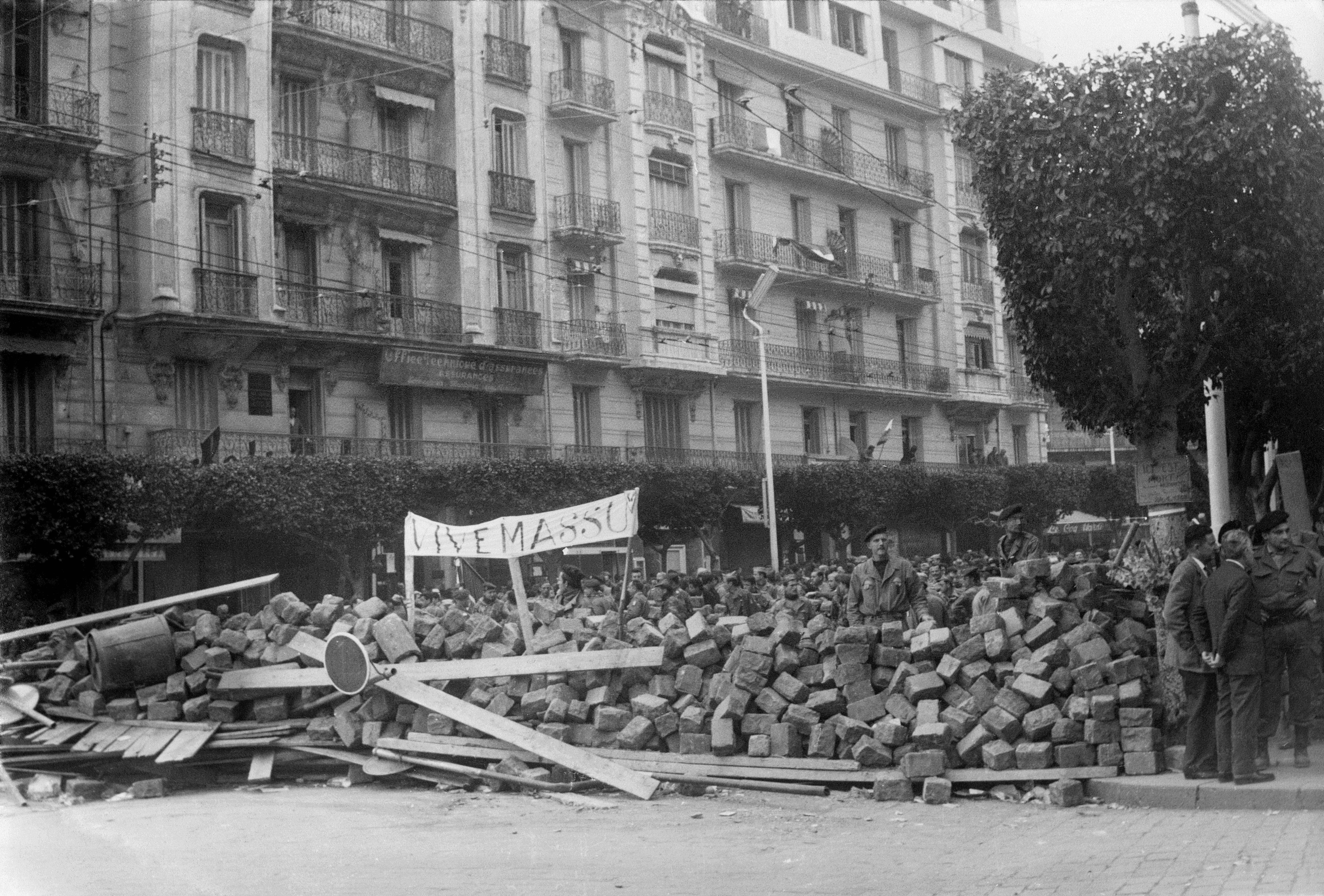
سنگربندی خیابانی در الجزایر بر روی بانر نوشته زنده باد ماسو. (ژانویه۱۹۶۰)

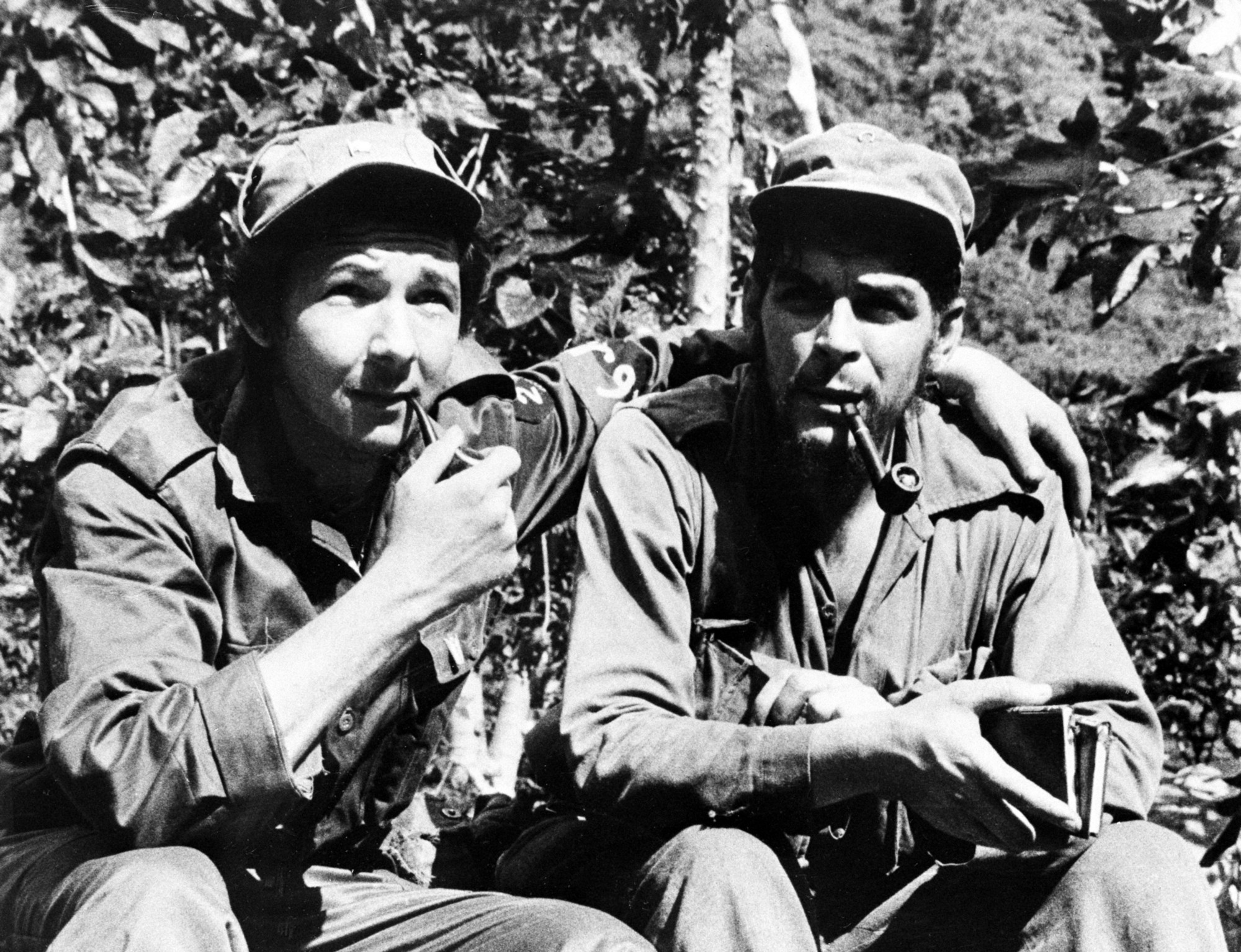
رائول کاسترو (چپ تصویر), در کنار جانشین فرمانده، ارنستو چگوارا، در مناطق کوهستانی سیرا د کریستال در استان اورینته کوبا، ۱۹۵۸.

## دهه ۱۹۵۰
- ۱۹۵۶: شروع انقلاب کوبا به رهبری فیدل کاسترو که در سال ۱۹۵۹ به پیروزی رسید.

## دهه ۱۹۶۰
- ۱۹۶۱: شورش بارزانی یا شورش ایلول در عراق که پس از ۹ سال مبارزه بین نیروهای کرد عراق با دولت مرکزی عراق به بن‌بست رسید.
- ۱۹۶۳: انقلاب سفید در دوران سلطنت محمدرضا شاه پهلوی در ایران
- ۱۹۶۳: تظاهرات ۱۵ خرداد ۱۳۴۲ علیه دولت اسدالله علم در ایران.
- ۱۹۶۳: کودتای ۱۹۶۳ ارتش سوریه که منجر به پیروزی حزب بعث در سوریه شد.
- ۱۹۶۸: جنبش کارگری دانشجویی معروف به می ۱۹۶۸ فرانسه

## دهه ۱۹۷۰
- ۱۹۷۸: پیروزی حزب دموکراتیک خلق افغانستان و پایان کار محمد داوود خان نخستین رئیس‌جمهور افغانستان که از آن به انقلاب ۷ثور یاد می‌شود.
- ۱۹۷۹: پیروزی انقلاب ۱۳۵۷ و سقوط حکومت پهلوی

## دهه ۱۹۸۰
- ۱۹۸۷: شروع انتفاضه اول مردم فلسطین علیه نیروهای اسرائیلی که به انقلاب سنگ معروف شد و تا ۱۹۹۳ ادامه داشت.
- ۱۹۸۸: جنبش خلق ارمنستان به منظور جدایی ارمنستان از شوروی که در سال ۱۹۹۱ به پیروزی رسید.

## دهه ۱۹۹۰
- ۱۹۹۱: قیام شیعیان کربلا که توسط دولت عراق سرکوب شد.
- ۱۹۹۲: جنگ بوسنی تا سال ۱۹۹۵
- ۱۹۹۶: جنگ اول کنگو

## دهه ۲۰۰۰
- ۲۰۰۰: انتفاضه دوم مردم فلسطین علیه اسراییل که پس از مذاکرات کمپ دیوید آشکار شد و در سال ۲۰۰۵ به پایان رسید.
- ۲۰۰۹: تظاهرات سال ۱۳۸۸ معترضان به نتیجه انتخابات ریاست‌جمهوری در ایران که ۳ روز پس از اعلام نتایج انتخابات ریاست جمهوری، با حضور میلیونی ایرانیان در شهر تهران، دیگر شهرهای ایران، و برخی شهرهای دیگر کشورها صورت گرفت. این تظاهرات یکی از بزرگ‌ترین تظاهرات‌های غیر حکومتی تاریخ ایران بود و در تاریخ ۳۰ ساله پس از انقلاب بی‌سابقه بوده است.

## دهه ۲۰۱۰
- ۲۰۱۰: انقلاب ۲۰۱۰ قرقیزستان

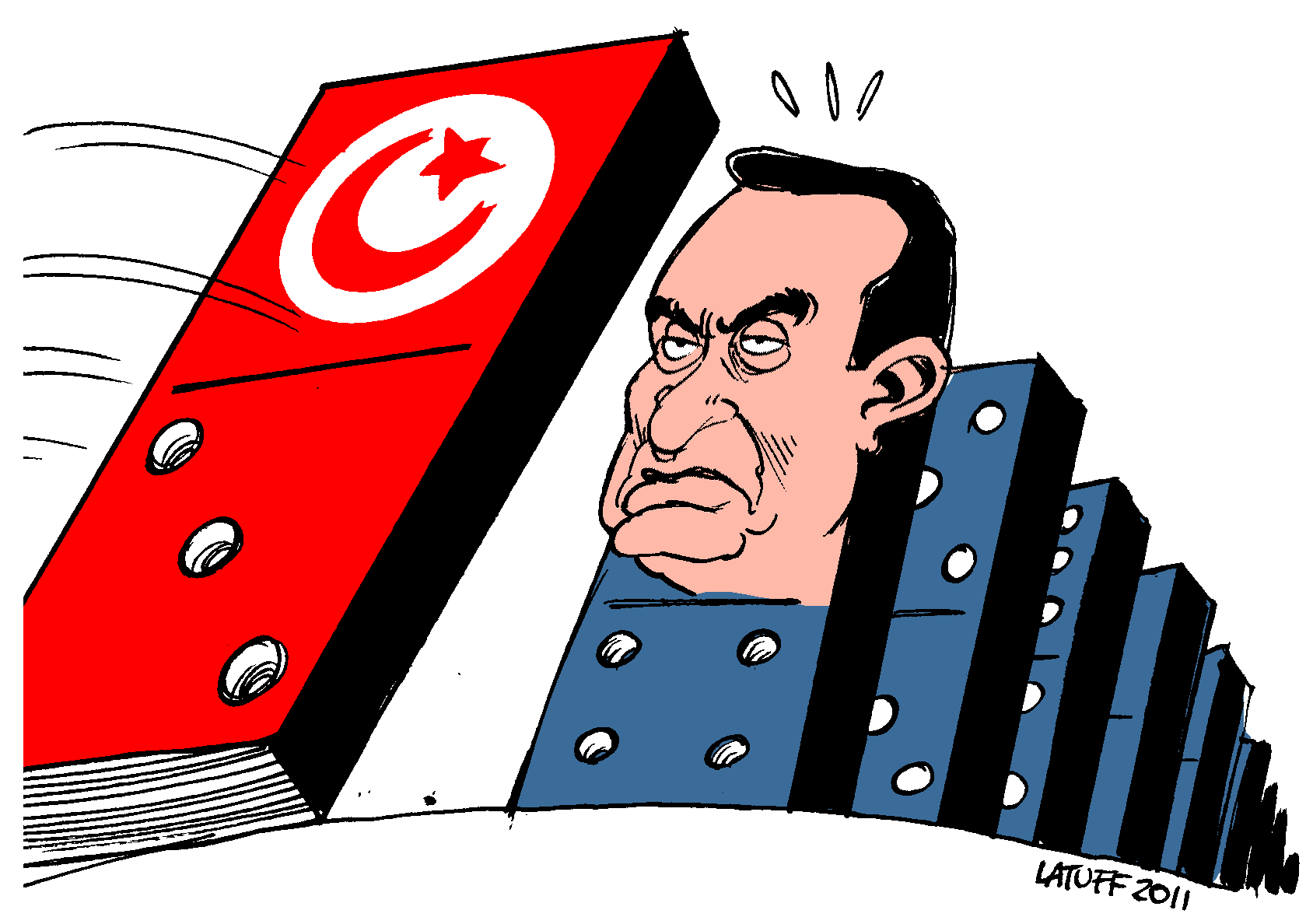
کاریکاتوری از سقوط دولت‌های عربی پس از تونس

- ۲۰۱۰: آغاز جنبش بهار عربی که با خودسوزی محمد بوعزیزی کارگر تونسی آغاز شد.
  - انقلاب تونس که به براندازی حکومت زین‌العابدین بن‌علی منجر شد.
  - انقلاب ۲۰۱۱ مصر که به استعفای حسنی مبارک و برگزاری انتخابات و ریاست جمهوری محمد مرسی منجر شد.
  - انقلاب ۱۷ فوریه لیبی که به جنگ داخلی و سپس سرنگونی معمر قذافی منجر شد.
  - جنگ داخلی سوریه تا به امروز ادامه دارد که یکی از نتایج آن ظهور داعش بود.
  - خیزش ۲۰۱۱ بحرین که سرکوب شد.
  - انقلاب یمن که منجر به مداخله نظامی در یمن به رهبری عربستان سعودی شد.
- ۲۰۱۴: تظاهرات سراسری در ونزوئلا علیه سیاست‌های اقتصادی نیکلاس مادورو تا به امروز ادامه دارد
- ۲۰۱۴: جنگ داخلی در عراق که با ظهور داعش شدت آن افزایش پیدا کرد.
- ۲۰۱۴: دومین جنگ داخلی لیبی
- ۲۰۱۴–اکنون: جنگ داخلی یمن (۲۰۱۴–اکنون)
- ۲۰۱۵–اکنون: درگیری ترکیه و کردها (۲۰۱۵–اکنون)
- ۲۰۱۶: اعتراضات ۲۰۱۶ اتیوپی
- ۲۰۱۶: کودتای ۲۰۱۶ ترکیه
- ۲۰۱۶: ناآرامی‌های ۲۰۱۶ کشمیر
- ۲۰۱۸–۲۰۱۷: بحران ۲۰۱۷–۲۰۱۸ قانون اساسی اسپانیا
- ۲۰۱۹–۲۰۱۷: اعتراضات ۲۰۱۹–۲۰۱۷ رومانی
- ۲۰۱۸: انقلاب ارمنستان که منجر به انتخابات زودهنگام و تغییر نخست‌وزیر شد.
- ۲۰۱۷: اعتراضات دی ۱۳۹۶ ایران
- ۲۰۱۸: جنبش جلیقه‌زردها در فرانسه علیه دولت مکرون
- ۲۰۱۹: خیزش ۲۰۱۹ ونزوئلا
- ۲۰۱۹: اعتراضات ۲۰۱۹ اتیوپی
- ۲۰۱۸–۲۰۱۹: اعتراضات ۲۰۱۹–۲۰۱۸ مرز غزه
- ۲۰۱۹–۲۰۲۰: اعتراضات ۲۰۱۹–۲۰۲۰ هنگ کنگ
- ۲۰۱۹–۲۰۲۰: اعتراضات آبان ۱۳۹۸ ایران و اعتراضات دی ۱۳۹۸ ایران
- ۲۰۱۹–۲۰۲۰: اعتراضات به اصلاحیه قانون شهروندی
- ۲۰۱۹–۲۰۲۲: اعتراضات ۲۰۱۹–۲۰۲۲ شیلی

## دهه ۲۰۲۰
- ۲۰۱۹-اکنون: انقلاب ۱۷ اکتبر در لبنان
- ۲۰۲۰–۲۰۲۳: اعتراضات به قتل جرج فلوید در آمریکا
- ۲۰۲۰–۲۰۲۱: اعتراضات ۲۰۲۰–۲۰۲۱ بلاروس علیه زیرپا گذاشتن قانون اساسی و انتخاب شدن مجدد لوکاشنکو برای ریاست‌جمهوری و نبود دموکراسی
- ۲۰۲۲: خیزش ۱۴۰۱ ایران علیه نظام جمهوری اسلامی در اعتراض به کشته‌شدن مهسا امینی و حجاب اجباری

## نگارخانه

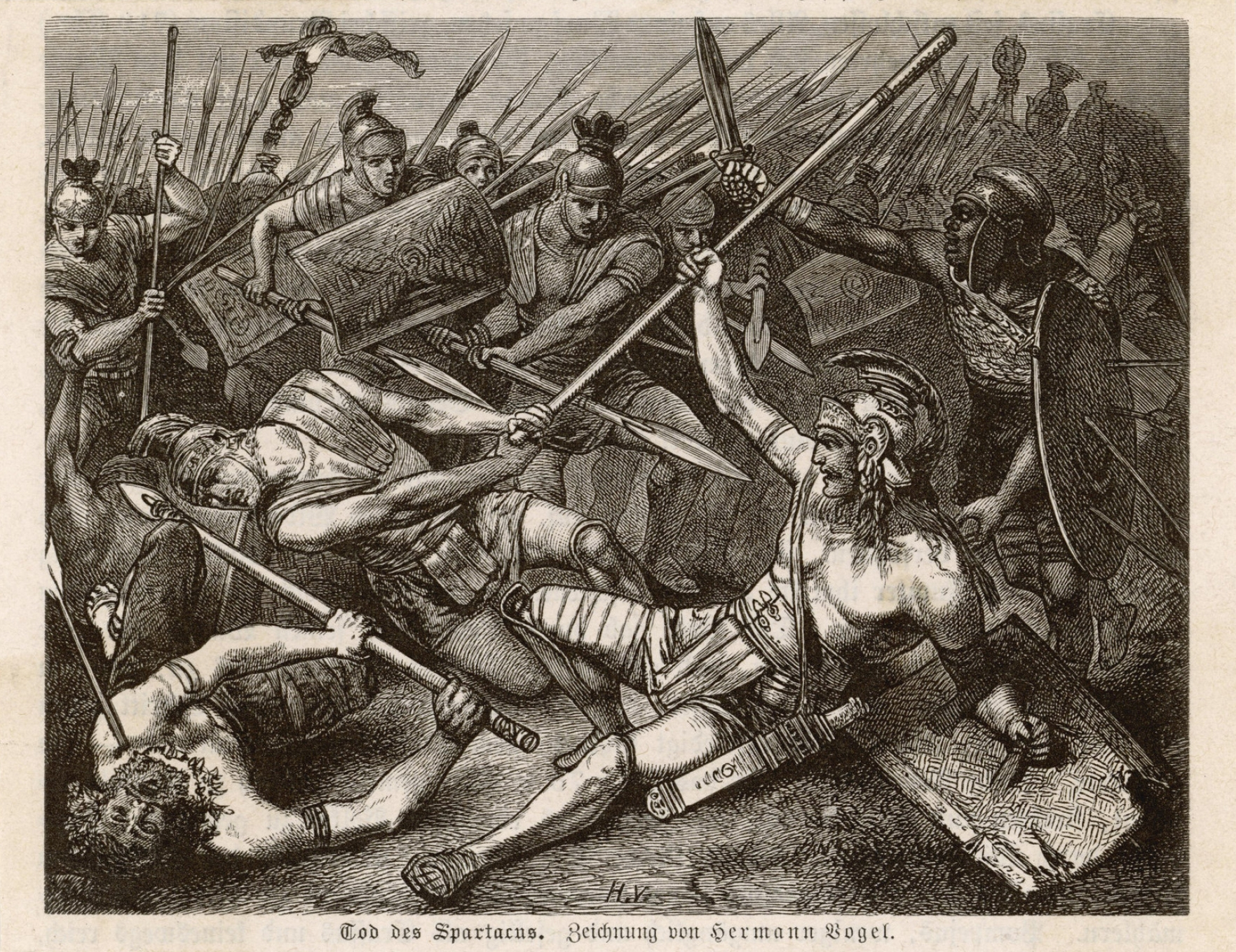
شکست اسپارتاکوس اثر هرمان ووگل (۱۸۸۲)
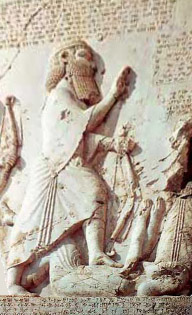
کتیبه بیستون که داریوش را در حالی که پای خود را بر پیکر گئومات قرار داده، نشان می‌دهد.
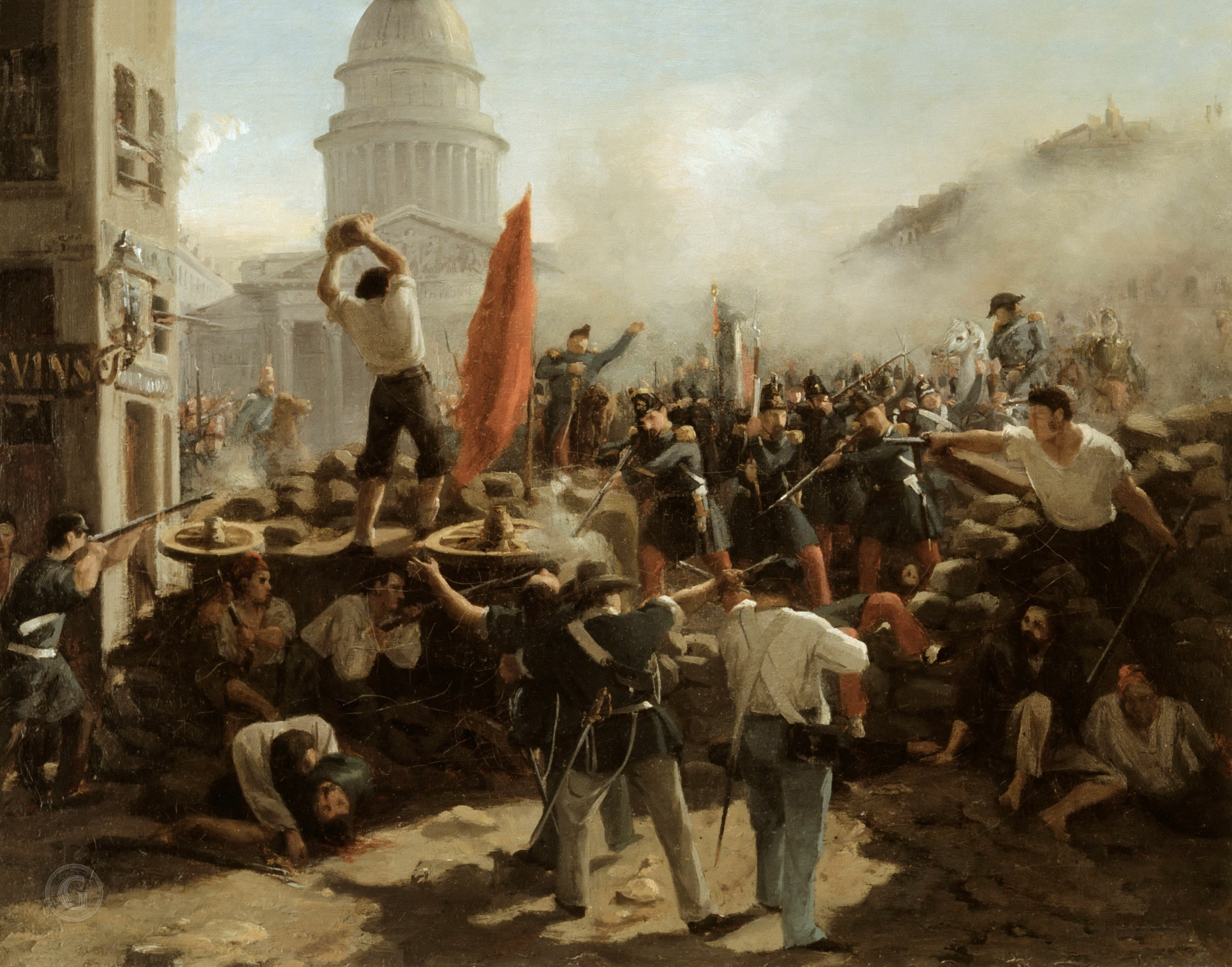
سنگرِ خیابان سوفلو و پانتئون در پس‌زمینه. اثر اوراس ورنه - ۱۸۴۸
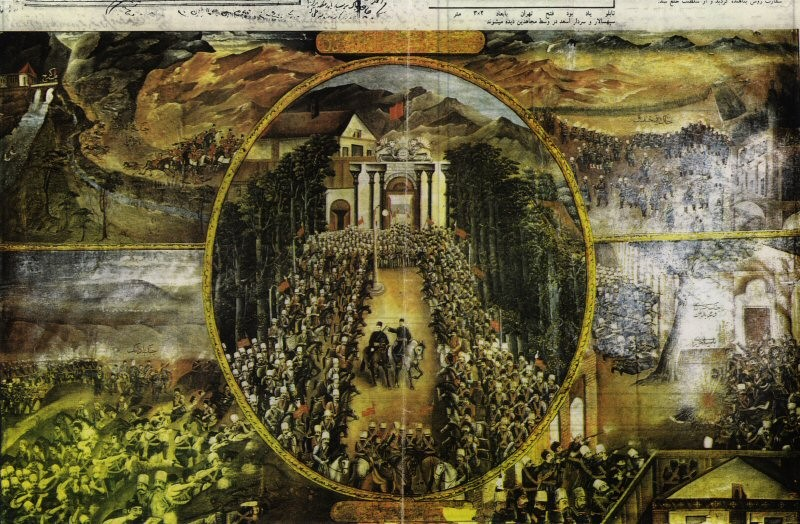
فتح تهران در موزه سعدآباد. سپهدار اعظم تنکابنی و سردار اسعد بختیاری سوار بر اسب دیده می‌شوند.